# ジョージア (国)

ジョージア
საქართველო

国の標語：ძალა ერთობაშია（グルジア語）
（ジョージア語: 力は団結にあり）
国歌：თავისუფლება（グルジア語）
タヴィスプレバ（自由）

アブハジアと南オセチアを抜いた人口（2012年）は4,054,382人、面積57,200km2、人口密度70人/km2となる。

ジョージア（グルジア語: საქართველო、IPA: [sakʰartʰʷelo] ( 音声ファイル)、グルジア語ラテン翻字: Sakartvelo、カナ: サカルトヴェロ、英語: Georgia）は、ユーラシア大陸の南コーカサスにある共和制国家。首都はトビリシである。ヨーロッパとアジアの境にあり、東ヨーロッパと西アジアのいずれにも区分されることがある。北はロシア連邦、南東はアゼルバイジャン、南はアルメニアとトルコと接し、西は黒海に面する。
ロシア内戦中の1921年にグルジア民主共和国が赤軍に占領され、以後ソビエト連邦を構成するグルジア共和国とされたが、ソビエト連邦の崩壊に伴い1991年4月に共和国として独立を回復した。
2008年、ロシア連邦が軍事侵攻し、ジョージア北部の南オセチアとアブハジアの「独立」を一方的に承認。日本は、侵攻を受けてロシアと国交断絶したジョージアの要請を受け、2015年4月までの国名呼称グルジア（ロシア語: Грузия, Gruziya）からジョージアへ変更した。

## 概要
ジョージアはコーカサス山脈の南麓、黒海の東岸にあたる。古来から数多くの民族が行き交う交通の要衝であり、幾度もの他民族支配にさらされる地にありながらキリスト教信仰をはじめとする伝統文化を守り通してきた。一方で、温暖な気候を利用したワイン（グルジアワイン）生産の盛んな国としても知られている。
ジョージアは、かつてソ連の構成国の一つであったが、1991年に独立を果たした。南オセチアとアブハジアの2地域が事実上の独立状態となっており、ロシアなど一部の国から国家承認を受けている。中央部のゴリは、旧ソビエト連邦の独裁者ヨシフ・スターリンの出身地でもある。
一方でロシア帝国とその後に成立したソ連の支配が長く続いたことから、独立後は様々な方面でロシアとの対立路線を取ることが多い。1997年にはウクライナの呼びかけに応じてアゼルバイジャンやモルドバとともにGUAMを結成し、2005年にはウクライナと共に民主的選択共同体（CDC）を発足して加盟、2009年には独立国家共同体（CIS）を脱退した。
1999年から欧州評議会のメンバーである。
なお、本項目では2015年4月以前の国家名称については「グルジア」、それ以後については「ジョージア」と表記する。また「グルジア語」「グルジア紛争（南オセチア紛争）」など、既に完全に定着したものについては「グルジア」を使用することとする。

## 国名
ジョージアにおける自称（エンドニム）は、サカルトヴェロ（ საქართველო [sakʰartʰvɛlɔ]、ラテン文字転写：Sakartvelo）であり、「カルトヴェリ人の地」を意味する。カルトヴェリ人の由来となった「カルトリ」は、ジョージア最古の文学作品『聖シュシャニクの殉教』（5世紀）にもみられる、ジョージア中心地域の古称である。この「サカルトヴェロ」系統の国名を使用しているのは、カルトヴェリ語族の諸語とエスペラントの「カルトヴェリーオ（Kartvelio）」または「カルトヴェルーヨ（Kartvelujo）」など少数である。
日本では、ロシア帝国支配下にあった19世紀から当地について知られるようになり、ロシア語名の "Грузия"[ˈɡruzʲɪjə] ( 音声ファイル) グルージヤ）を音韻転写した「グルジヤ」と英語名の"Georgia"（[ˈdʒɔrdʒə] ( 音声ファイル) ジョージャ）を音韻転写した「ジョルジア」の2系統の外名（エクソニム）が使われていた。大正から昭和初期にかけては「ジョルジア」の方が主流を占めていたが、1956年の日ソ共同宣言に前後して共産圏の報道に強みを持つラヂオプレスが「グルジア」を採用していたことなどから、徐々に「ジョルジア」に対して優位を占めるようになった。このロシア語名は一説に、英語名のGeorgiaと同じく中世にペルシャ語で使われていた「グルジュ」もしくは「グルジャーン」という呼称がアラビア語などを経由して十字軍時代にヨーロッパへ紹介されたのが由来とされる。スラヴ語圏でも13世紀ごろからこのグルジュに由来する呼称が見られるようになり、その後、キリスト教国であるジョージアの守護聖人「聖ゲオルギオス」の名に結びつけられていった。
国家としてのジョージアは、アメリカ合衆国のジョージア州とラテン文字綴り字および発音も同一ながら、地名の由来のみならず歴史的にも何の関連性もない。しかしながら、首都のトビリシはジョージア州の州都でもあるアトランタと1987年に姉妹都市関係を締結しており、1994年にはジョージア国家警備隊とジョージア州兵組織の間で相互協力協定（en:Georgia–Georgia National Guard Partnership）が締結されている。
1995年のジョージア憲法採択以降は国名に「共和国」などの政体名を含まないのが正式名称だが、英語圏ではアメリカのジョージア州との混同を避けるため、国家を "Country of Georgia"、アメリカの州を "State of Georgia" と呼び分ける慣例がある。日本語でも同様に「ジョージア国」（ジョージアこく）と「国」を付加した呼称が使用される場合がある。
1992年に日本と国交を樹立して以降、ロシアの首都モスクワを経由せずに現地の情報が直接入るようになったことから、特に主要民族たるカルトヴェリ人の間で根強い反露感情について日本でも広く知られるようになった。2000年代半ばには特許分野や一部のワイン輸入業者が「グルジア」の使用を取りやめて自主的に英語名の「ジョージア」を使用するようになった。しかし、2008年に勃発した南オセチア紛争を機に、ロシアとの敵対関係が決定的なものとなったことも後押しし、この時期から日本を含めて「グルジア」系統の外名を使用している各国に対して、個別に「グルジア」の使用取りやめと英語名の「ジョージア」（Georgia）採用が要請されるようになった。韓国では2010年にこの要請を受け入れて「그루지야（グルジヤ）」から「조지아（ジョージア）」へ外名を変更しているが、北朝鮮では現在も「그루지야（グルジヤ）」を使用している。かつてのソビエト連邦構成国では、リトアニアが2018年からリトアニア語の外名を "Gruzia" から "Sakartvelo" へ変更することを国会議長が表明している。
日本政府に対しては、2014年10月の首脳会談で正式に「グルジア」の使用を取りやめて「ジョージア」へ外名を変更するよう要請が行われ、2015年に日本政府が使用する外名の根拠法となる在外公館の名称及び位置並びに在外公館に勤務する外務公務員の給与に関する法律（在外公館設置法）別表の改正案が、国会で衆参両院の全会一致による可決を経て、4月22日付けで公布・施行され、同日には外務省のサイトで外名変更の告知が行われた。日本政府が（政体などの変革を理由とする場合を別にして）外国政府から個別に外名の変更を要請されて受諾したのは、1986年（在外公館設置法の別表改正は2003年）にコートジボワールの外名変更要請（それ以前はフランス語名を意訳した「象牙海岸」を使用していた）を受け入れて以来2例目となる。
漢字表記には「グルジア」に由来する「具琉耳」と「ジョージア」に由来する「喬治亜」の2通りがある。台湾（中華民国）では「喬治亞」を採用しているが、中華人民共和国では格鲁吉亚（簡体字）、香港では格魯吉亞（繁体字）と、いずれも「グルジア」系統の外名が現在も使用されている。

## 歴史

### 原始・古代
近年、ジョージア国内では南東部のドマニシの洞窟から180万〜160万年前ごろの原人タイプの化石人骨が発見されている。出土人骨のデータから、従来東アジアで発見されていた原人よりも原始的な特徴を持ち、ユーラシア大陸で最古の年代が想定される。この原人は「ホモ・ゲオルギクス」と命名され、遺跡からはいわゆる「礫器」に属するオルドヴァイ型石器群や動物化石なども多量に発見された。ほかに、前期旧石器時代に属し、対称形の礫器が特徴的なアシュール文化や、中期旧石器時代に属し、剥片石器を多数ともなうムスティエ文化期の遺構・遺物がジョージア各地の洞窟や遺跡から発見されている。
コルキス盆地やフラミ渓谷、南オセチアなどでは新石器時代の遺跡が発見されており、紀元前6000年から紀元前5000年にかけて以降、刃先に磨製石器を利用した鍬やつるはし、石製の鎌、製粉用の摩臼、貯蔵用の土器などが伴う本格的な定住生活と穀物栽培が始まったと考えられる。コムギやライムギについては、当地方は最も重要な種の発祥地と考えられている。石器の石材には主として地元産のフリントや黒曜石が用いられ、牛や豚などの牧畜を行い、ブドウを含む果樹の栽培も行われた。
グルジア（ジョージア）を含むカフカス地域は、先史時代にあっては金属精錬の発祥地の一つとされる。紀元前3700年ごろから紀元前2500年ごろにかけてのマイコープ文化や、紀元前3400年ごろから紀元前2000年ごろにかけてのクラ＝アラクセス文化の青銅器時代の遺跡からは、おびただしい数の金属器が発見されている。B・A・クフティンがトリアレティ（クヴェモ・カルトリ州）で調査した遺跡によれば、内陸部では紀元前2000年紀には遊牧を生業とする諸部族が生活し、部族の指導者とみられる人物の墳墓からは美麗に彫琢された金銀製の容器が副葬されるなど、当時の社会が首長に富と権力を集中させていた様相が確認されている。
グルジア人（ジョージア人）の祖先となる民族は、黒海の東岸に広範囲に分布してのちにコルキス王国をつくるコルキス人の源流をなすクルハ族と、のちに南西グルジアのタオ地方に定住するタオホイ族の源流をなすディアウヒ族であり、両民族を母体として形成されたと考えられる。なお、コルキス人の富裕さについては、早くからギリシャ人たちの知るところであり、ギリシア神話におけるコルキス王女メーデイアと金羊毛（翼を持つ金色の羊の毛皮）の物語に端的に示されている。

西のコルキス王国と東のイベリア王国

紀元前6世紀以降、黒海に面する西グルジアの地にコルキス王国（コルヒダ王国）が成立し、黒海東岸のギリシャ植民市の影響のもとで発展を遂げた。黒海とカスピ海をつなぐ地峡地帯には交易路が通り、地中海とペルシア地域を結ぶ貿易が盛んに行われていた。
コルキス王国東側の内陸部は、紀元前6世紀にオリエントを統一したアケメネス朝ペルシア、続いてセレウコス朝の一部となり、紀元前4世紀から紀元前3世紀にかけてはイベリア王国（カルトリ王国）が成立した。その領域は今日の中部グルジアのカルトリ、東部グルジアのカヘティ、西南グルジアのサムツヘとその周辺であり、ここにはギリシャ文明の影響が直接及ばなかった。住民は西方のアナトリア・コルキス方面から流入してきた人々と土着民との融合によって形成されたと考えられる。首都のムツヘタはクラ川とアラグヴィ川の合流点近くに立地している。
紀元前2世紀、コルキス王国は黒海東南海岸にあったポントス王国のミトリダテスによって制圧され、紀元前65年にはそのポントスが共和政ローマのポンペイウス軍に敗れたことでコルキス（西グルジア）はローマの属領となった。同じころ、東グルジアのイベリア王国もローマの保護下に置かれた。
1世紀に入り、キリスト教が創始されると、グルジアでは十二使徒による福音伝道が行われたと伝えられている。特にローマ帝国の支配が揺らいだ3世紀から4世紀にかけては大幅に信者が増加した。これは、カッパドキア出身の聖ニノ（グルジアのニノ）の布教によって東グルジアの多くの人が入信したことによるといわれている。
ローマ帝国が衰退に転じた4世紀、西グルジアの旧コルキス王国の一部（現在のアブハジア地域）にはラジカ王国が成立し、古代コルキスを併合した。ラジカ王国は首都をアルケオポリス（現、ナカラケヴィ）に置き、東ローマ帝国との結びつきを強めた。この王国は523年にキリスト教を受容し、562年には東ローマに併合された。
イベリア王国では、330年代にキリスト教に深く帰依したミリアン3世によってキリスト教が国教として採用された。世界でも301年のアルメニア王国に続いて2番目に古いキリスト教国教化の例であり、キリスト教がこの地域の公式宗教となったことは、その後の文化の形成に大きな影響を及ぼした。グルジアの教会は当初、シリアのアンティオキア総主教の管轄下に置かれたが466年には独立教会となり、カトリコス（総主教）の座はムツヘタに置かれた。グルジア文字（カルトリ文字）は4世紀から5世紀ごろにかけての時期に考案された、グルジア語を表記するために考案された独自の文字で、字形は異なるもののギリシア文字と同じ原理の文字体系をなしている。
イベリアは、一時ペルシア人の支配を受けたが、5世紀末には剛勇で知られるヴァフタング1世（ヴァフタング・ゴルガサリ）によって主権が回復され、トビリシの都市的発展が始まった。6世紀初頭、ヴァフタング1世の子のダチ王が父の遺言に基づきムツヘタからトビリシへ遷都した。
カフカス地域のアルメニア、グルジア（ジョージア）、アルバニア（バルカン半島のアルバニアとは無関係）の3教会は、431年のエフェソス公会議（第3回全地公会）での、イエス・キリストは神そのものだとしてその神性のみを認める「単性論」の採用に賛成した。ところが、451年のカルケドン公会議（第4回全地公会）では単性論が否定され、「まことの神であり、同時にまことの人でもある」として、キリストの神性と人性との両性共立とともに位格的一致を説く、いわゆる「両性論」が正統とされた。506年、3教会の代表者はアルメニアのドヴィンに集まってカルケドン派に反対する旨の決議を行ったが、以前から両性説に傾いていたグルジア正教会は7世紀初頭には明瞭にカルケドン信条を告白する立場に立った。「合性論」（両性論派からは単性論の一種と見なされた）を採るアルメニア使徒教会は、これに対し「非カルケドン派正教会」にとどまった。

### 中世・近世
ペルシアを支配したサーサーン朝はゾロアスター教を国教としており、その勢力がカフカスに及ぶとキリスト教・ゾロアスター教の両勢力は互いに抗争を繰り返した。ラジカ王国がキリスト教を国教化すると、サーサーン朝は軍を派遣して527年から533年まで続くラジカ戦争となった。ラジカ王国は最終的に東ローマ帝国、東のイベリア王国はサーサーン朝にそれぞれ併合され、ホスロー1世はイベリアの王政を廃止した。7世紀初頭、自立の動きを見せたイベリアに対し、東ローマ皇帝ヘラクレイオスは北方のハザールと同盟して遠征を行った。627年から629年にかけてはサーサーン朝・イベリア王国連合軍と西突厥・東ローマ帝国・ラジカ連合軍との間でトビリシ包囲戦が起こり、トビリシは一時占領された。
ニハーヴァンドの戦い以降はサーサーン朝の影響力が後退し、7世紀後半からは新興のイスラームを奉ずるアラブ人の影響が拡大した。トビリシは736年から738年にかけて「ムスリムの征服」を受け、これによってトビリシ首長国が成立した。カフカス地方にもイスラムの教義がもたらされたが、広い山岳地帯を抱えるグルジアへの流入は限定的なものにとどまり、キリスト教信仰が守られた。750年、グルジア正教会は自治教会となり、9世紀から10世紀にかけてはカフカス地域の布教の中心を担った。
かつてラジカ王国があったグルジア西部では東ローマ皇帝の直臣となったアブハズ人（アブハジア人）が次第に強勢となり、8世紀末にはアンチャバヅェ家のアブハジア公レオン1世が皇帝から王号を許可された。レオン1世は母がハザール王女、妻がカルトリ大公の娘であったことから両者とも友好関係を築きつつ勢威を振るった。グルジア東部では、イベリア公国のバグラティオニ家が台頭し、9世紀初頭には、この家からイベリア大公アショト1世が現れた。アルメニアでは、バグラトゥニ家のアルメニア大公アショト1世（イベリア大公アショト1世とは別人）が、イスラム帝国であるアッバース朝によって「アルメニア、グルジア、コーカサスの大公」の位を許され、885年にはアルメニアの諸侯によってアルメニア王に推戴された。こうして、イスラム帝国カリフと東ローマ皇帝の双方の承認のもと、アッバース朝版図のアルメニア王国が再興された。
東ローマとイスラムの抗争は拡大されたアルメニア王国の中でも繰り広げられ、最終的には小国分立状態がもたらされた。こうしたなか、アルメニア王アショト1世は、西南グルジアのタオに本拠を遷して、東ローマ皇帝からクロバラテス、すなわち「宮殿の守護者」の称号を獲得するのに成功した。10世紀後半、アッバース朝の繁栄にも陰りが見えるようになり、グルジアではイベリア大公グルゲンが現れ、アブハジア王女のグランドゥフトと結婚。イベリアとアブハジアの領域は2人の息子バグラト3世に継承された。バグラド3世は、アルメニア王アショトの養子となって将来の地位を自ら保障し、975年にはカルトリ地方の宗主権をも獲得、976年にバグラト朝のグルジア王国（グルジア連合王国）を建てた。1001年には義父アショトからアルメニアと南西グルジア、1008年には実父グルゲンから南西グルジア残部を継承してカヘティ地方を除く全グルジアの諸公国を統一して、クタイシを首都とする中世グルジア王国の隆盛が始まった。
バグラト3世はクタイシに大聖堂（バグラティ大聖堂）を創建し、1010年にはカヘティ地方をも支配下に収めた。王国成立期にはグルジア正教会がバグラティオニ家の王朝を支えた。聖人として知られるイベリアのヨアネが活躍し、レオンティ・ムロヴェリによって『グルジア年代記』が書かれたのもこのころのことである。10世紀から13世紀にかけてのグルジア王家は東ローマ帝国、キエフ大公国、アラニア（北オセチア）などの王侯貴族との間で盛んに婚姻関係を結び、東ヨーロッパ各地域との精神的結びつきを強めた。
バグラト3世の子ギオルギ1世はムツヘタのスヴェティツホヴェリ大聖堂の修復を行い、ギオルギ1世の子のバグラト4世は1045年、アルメニアの首都アニ（現トルコ共和国）を制圧した。1057年にシリアのアンティオキアで開かれた地方教会会議では、グルジア正教会が自治教会資格を有することが公認されている。11世紀後半にはトルコ人勢力が中央アジアやペルシアの大部分を含む地域に広大な遊牧帝国セルジューク朝を建設した。グルジアもその侵略を受けるようになり、バグラト4世治下の1063年には南西グルジアが、1068年には東グルジアがセルジューク朝によって制圧された。
「建設王」と呼ばれたダヴィト4世が即位したのは1089年のことであった。ダヴィト4世は、北カフカスのキプチャク人を移住させて親衛隊を組織し、軍制改革を行ってグルジアを強固な国家に改造し、セルジューク朝に勝利。1096年にはセルジューク朝に対する貢納の支払いを停止し、12世紀に入ってからはクタイシ郊外のイメレティア丘陵にゲラティ修道院と付属の王立学校（アカデミー）を創立した。この王立学校はグルジアを代表する科学者、神学者、哲学者を擁し、トビリシ遷都後も17世紀に至るまでグルジアの文教の中心として栄えた。1122年、ダヴィトはムスリム勢力に支配されていた要衝トビリシを奪還して、ここに都を遷した。

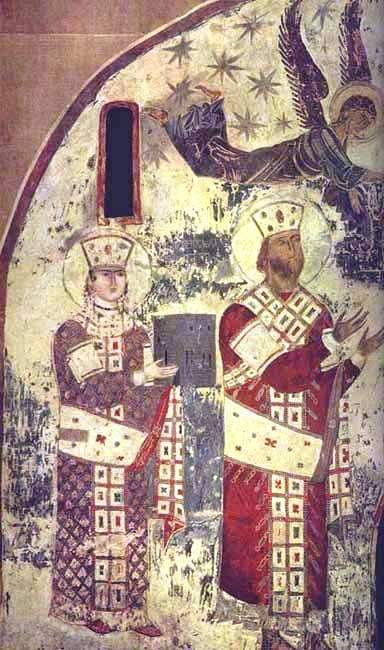
グルジアの黄金時代を築いたタマル（左）と父王ギオルギ3世（右）

12世紀後半のギオルギ3世も1156年にセルジューク朝を攻撃してこれに勝利し、1161年から1162年にはアルメニアにも侵攻してアニとドヴィンを占領するなど強勢を誇った。ギオルギ3世の王女で1184年に正式に王として即位したタマル女王の時代、バグラト朝グルジア王国はザカフカス全域を支配する強国に発展し、黄金時代を迎えた。1194年から1204年にかけてはセルジューク朝に勝利してアルメニア南部を保護領としたほか、1195年には現アゼルバイジャンのシャムコルの戦いに勝利して同地を支配した。1201年から1203年にかけてはアルメニアのアニとドヴィンを再併合し、さらに現在のトルコ北部を占領した。1204年、イタリアのヴェネツィア商人の策謀によって第4回十字軍がコンスタンティノープルを占領し、東ローマ帝国が没落した際には、その亡命政権トレビゾンド帝国の建国を援助している。タマルの時代は、文化・学術の面でもグルジア王国の最盛期であり、多くの修道院が寄進され、特に文学分野の充実と教会建築の発展が顕著であった。『グルジア年代記』が編まれ、また、特にタマル女王に仕えた官吏で詩人のショタ・ルスタヴェリの活動がよく知られている。
タマル女王死後のグルジアはホラズム・シャー朝の軍による侵入を受け、さらにモンゴルのグルジア侵攻に晒された。1220年にはチンギス・カンの命を受けたスブタイとジェベはホラズムのムハンマド2世（アラーウッディーン・ムハンマド）を追撃している途上でカフカス地方を通過し、遭遇したグルジア軍はモンゴル軍に打ち負かされた。翌1221年、スベタイ・ジェベ軍2万がグルジア王国を再び攻撃。タマルの子ギオルギ4世は第5回十字軍への支援を取りやめ、国を挙げて抵抗したものの敗北した。1222年の戦いでも敗北し、これらは、キリスト教文明に属する地域がモンゴル軍からの猛攻を受けた最初であった。ギオルギ4世は対モンゴル戦の負傷がもとで1222年に死去し、妹のルスダンが王位を継承した。
ルスダン治下の1225年、ホラズムの支配者ジャラールッディーン・メングベルディーがグルジアに侵入し、1226年、首都トビリシが占領されて略奪を受けた。さらに、1236年にはチョルマグン率いるモンゴル軍が再びグルジアに侵攻し、ルスダン女王はクタイシへの避難を余儀なくされた。女王はローマ教皇グレゴリウス9世に支援を求めたが失敗し、1243年、モンゴル軍3万人が常駐するなか、グルジアはモンゴル帝国に併合され、その属領となった。モンゴルは「グルジスタン州」を置き、そこにグルジアと南カフカス全域を管掌させ、グルジアの領主たちを通じて間接統治を行った。
モンゴル帝国のグユク・カンは1247年、グルジア王国を東半部と西半部に分け、ギオルギ4世の子のダヴィト7世には東部のカルトリを、ルスダンの子のダヴィト6世には西部のイメレティをそれぞれ与え、2人を共同王として公認した。1259年から1260年にかけて、ダヴィト6世に率いられたグルジア貴族たちがモンゴル勢力に叛旗を翻し、西部グルジアにイメレティ王国の独立を勝ち取った。しかし、東部グルジアは引き続きモンゴル支配を余儀なくされた。
遊牧国家であるイルハン朝では税務行政上の首都と重要地点とを結ぶ駅逓制度が整備され、東部グルジアの中心トビリシも「シャーフ・ラーフ（王の道）」と称する交通網のひとつの終点として重要な役割を担った。モンゴル支配下では貢納は厳しかったものの一定の自治は与えられた。またモンゴル人たちは概して宗教に寛容で、イスラムやキリスト教ネストリウス派、ルーシとグルジアの東方正教会はむしろ民衆統治に役立てられた。交通上の変革としては、1260年以降、ジェノヴァ共和国と東ローマ皇帝ミカエル8世パレオロゴスとの条約によって黒海にジェノヴァ商船隊が乗り入れが実現した。クリミア半島のフェオドシヤやアブハジアのスフィミは港湾として発展し、黒海沿岸には40ものジェノヴァ商館が設けられたという。
モンゴルの支配は長く続いたが、「光輝王」と呼ばれたギオルギ5世が現れて東西に分裂していたグルジアを再統一し、ようやく1335年にモンゴル勢力を放逐して、事実上の独立を果たした。ただし、その翌年の1336年にはトビリシでペスト（黒死病）が大流行し、大きな痛手を受けている。再統一後もグルジアはジャライル朝とチョバン朝の影響下にあった
1380年、西チャガタイハン国から自立したティムールが侵入、トビリシを占領して王と王妃は捕虜となった。以後、グルジアはティムール朝の侵入に苦しめられることになり。特に1386年から1403年にかけて計8度におよぶ猛襲は、経済的にも文化・生活の面でも回復困難な打撃をグルジア社会に与えた。グルジアはこののち一時黒羊朝の支配にも服した。1444年にはトビリシがペルシア軍によって侵略を受け、1460年代にはカヘティ王国が独立、分権化が進行して1466年、グルジア王国はついに崩壊、一種の無政府状態に陥った。

1490年におけるグルジアの3王国5公国

グルジア王国は東部のカルトリ王国とカヘティ王国、西部のイメレティ王国というバグラティオニ家の王統を戴く3つの王国に分裂した。1490年、この3王国が相互に承認しあうことでようやく無政府状態を脱することができた。3王国のほかには、13世紀以来の西南グルジアの有力豪族ジャケリ家が公式に支配したアタバク領サムツヘ国があり、さらに黒海沿岸にグリア公国、サメグレロ公国、アブハジア公国、内陸部にスヴァネティ公国が独立した君公国としてふるまい、事実上5つの公国が分立した。
16世紀初頭から18世紀前半にかけてのグルジアは、イラン高原に建国された東のサファヴィー朝、新首都イスタンブールを本拠として周囲に勢力を拡大する西のオスマン帝国の圧力を受け、しばしば両者の係争の地となった。カルトリ王国とカヘティ王国はサファヴィー朝、イメレティ王国はオスマン帝国の支配をそれぞれ受け、両者の抗争はイスラームにおけるスンナ派とシーア派の宗教戦争の性格も内包していた。この時代、特にグルジア東部にあっては度重なる戦乱と住民の強制移住によって人口が減り、経済活動も停滞を余儀なくされた。
イメレティ王国は頻繁に王位が交替し、混乱が続いた。サメグレロ公国のダディアニ家は17世紀のレヴァン2世の時に最盛期を迎えたが、17世紀後半には衰え、公国支配者の血統が交替した。サムツヘのジャケリ家はグルジア王家との婚姻によって独自の立場を築いたが、のちにオスマン帝国の直接支配下に入り、パシャの称号を獲得し、その領域（現在のアジャリア自治共和国など）ではイスラーム化が進行した。
カヘティ王国では、16世紀前半に英明な君主レヴァンが現れ、国王の権力を強化して絹の交易などで王国を繁栄に導いた。一方のカルトリ王国では16世紀中葉にシモン1世らがペルシアに対して抵抗して以降は、サファヴィー朝の宗主権を認めた。
1555年、トルコとペルシアは長年の抗争の結果アマスィヤの講和を結んで平和を実現する一方カフカスにおける相互の勢力範囲を定め、これはその後グルジア社会を大きく規定することとなった。1578年、小康状態は破られ、オスマン帝国の勢力がカフカス全土を蹂躙してトビリシを制圧したのに対し、サファヴィー朝第5代シャーのアッバース1世はこれに反撃。トルコ人勢力を撤退させたが、アッバース1世はまたカヘティに対して略奪遠征を行ったため、その富は失われてしまった。
サファヴィー朝の政治的影響下にあったカルトリとカヘティでは、イスラーム改宗を条件にバグティオニの家系の王子から選ばれ、政治経済的ないし軍事的には衰退し、文化面でもペルシア文化の影響を強く受けた。しかし、一方ではアルメニア人やチェルケス人などとともに「グラーム（王の奴隷）」と呼ばれる軍人・官吏としてサファヴィー朝を支え、イラン人やトルコ人と並んで枢要な国政ポストについてエリートの一画を占めるグルジア人も現れた。サファヴィー朝の帝都エスファハーンの長官職は半ばグルジアの王子による世襲の職となっており、現在のイラク国境に近いシューシュタルの町は、グルジアの大貴族出身者の家系が約100年にわたって支配し続けた。グルジア独自の伝統文化もペルシア支配下で復興を遂げ、12世紀初頭の「黄金時代」に対比し「銀の時代」と呼ばれるほどである。その中で、カヘティ王のティムラズ1世、カヘティとイメレティの両方の王位を経験したアルチルの2人は詩人王として知られている。また、サファヴィー朝の官吏であったパルサダン・ゴルギジャニゼは17世紀末に『グルジア年代記』を著している。
18世紀に入ると、カルトリ王国にヴァフタング6世が現れた。彼は傑出した立法家であったが、一方では1709年にグルジアに印刷術を持ち込み、グルジア語印刷を始め、自国史の追究に関心の強い文化人でもあった。ゴルギジャニゼの著した『グルジア年代記』の続編を編纂する目的で学者・有識者を集め、グルジア国内の写本・古文書の精査を命じ、その成果を14世紀から17世紀までの公的年代記として刊行した。1722年、パシュトゥーン人がエスファハーンを陥落させサファヴィー朝が崩壊すると、グルジアはオスマン帝国の新たな侵入を招いた。ペルシアでは征服者ナーディル・シャーが現れ、ロシア帝国との間に反オスマン同盟を結び、アフシャール朝を創始してオスマン帝国に奪われた失地を回復。カルトリ王位をカヘティ王だったティムラズ2世に与えた。

### ロシア帝国時代
18世紀後半、東グルジアのカヘティ王国にエレクレ2世が現れ、サファヴィー朝後に興起したアフシャール朝を撃退し、父のカルトリ王ティムラズ2世死去後はその領域をも継承して、1762年、トビリシに都を置くカルトリ・カヘティ王国を建てた。エレクレはアルメニア商人たちと提携して王国の殖産興業に尽力したため、その経済は大いに発展した。1768年に始まった露土戦争ではエレクレはロシア帝国側で戦った。クタイシを首都とする西部のイメレティ王国もこの戦争ではロシア側に立ち、ソロモン1世治世下の1779年にはオスマン支配から脱却することに成功した。
エレクレ2世は、北カフカスからのレズギン人の襲来やペルシア・トルコの両勢力から自国を守るため、同じ正教を奉ずる北の大国であるロシア帝国との同盟を目指し、1783年には女帝エカチェリーナ2世との間にギオルギエフスク条約を結んでロシアの保護国となることを認めた。しかし、ロシアはこの条約を守らず、エレクレ2世は結局、新興のガージャール朝からの猛攻を単独で受けざるを得なくなった。1795年、グルジアは大敗北を喫してトビリシは略奪を受け、経済成長の成果は無に帰した。エレクレの病弱な後継者ギオルギ12世は無条件で自国をロシアの保護に委ねることを決し、1800年12月に死去した。
1801年1月、ロシア皇帝パーヴェル1世はカルトリ・カヘティ王国を廃して東グルジアの併合を宣言し、同年9月、新帝アレクサンドル1世によって併合が実行に移された。カフカス総督府をトビリシに設け、グルジアはロシアの軍政長官の支配下に置かれた。このとき、カルトリ・カヘティ各地では人民の叛乱が起こった。カフカス総督は、帝政ロシアの他の植民地総督以上の権限を有し、グルジアには内地同様、県（グベールニヤ）を置いて県知事などには現地の有力者を充てた。ロシア帝国は19世紀初頭、ザカフカス（南カフカス）の強固な支配とペルシアの背後にあるイギリスへの対抗のため、グルジア軍道を建設した（英露の抗争は「グレート・ゲーム」を参照）。
ロシアは1810年には西グルジアのイメレティをも併合し、グルジア主要部は総じて簡単にロシアの一部になってしまった。ロシアはまた、1828年にはアルメニアを併合、さらに同年、ペルシアとの戦争の結果、アゼルバイジャン北部を支配下に置き、1829年にはグルジアのグリアを併合した。グリアではロシア政府によるジャガイモの強制栽培に端を発した1841年グリア反乱が起こっている。さらに、ミングレア（旧サメネグロ）、スヴァネティ、アブハジアがそれぞれ1857年、1858年、1867年に完全にロシアの版図となった。
ロシア側からみれば、南カフカスよりも北カフカスのチェチェン人、レズギン人などのイスラーム系山岳民族の方が強敵であった。結局ロシアは、北カフカスを戦場とするコーカサス戦争（カフカス戦争）に1816年から1861年まで、45年の歳月を費やしている。この戦争に対し、グルジアの軍隊と人々はロシア側で参加した。これについては、当時のグルジア人たちがロシア人たちと共通の信仰（キリスト教）を持っていたばかりでなく、彼らがロシア統治に積極面を感じていたという指摘がある。すなわち、ロシアへの併合はムスリムの諸勢力の攻勢から自身を守り、自らロシア政府の主導するカフカスの再キリスト教化に参与できたのである。
一方、グルジア正教会は1811年、ロシア正教会に吸収され、その組織的独立を失った。グルジア教会のカトリコス（総主教）は廃され、代わりにロシアの宗務院に属する大主教が置かれた。これは、ロシア教会とグルジア教会の間には教義上の差異がないとみなされたためであったが、後者には長い歴史を持つグルジア語の文語と独特の典礼があり、その聖職者・信者にとってグルジア語の禁止とロシア語の強制は大きな苦痛であった。

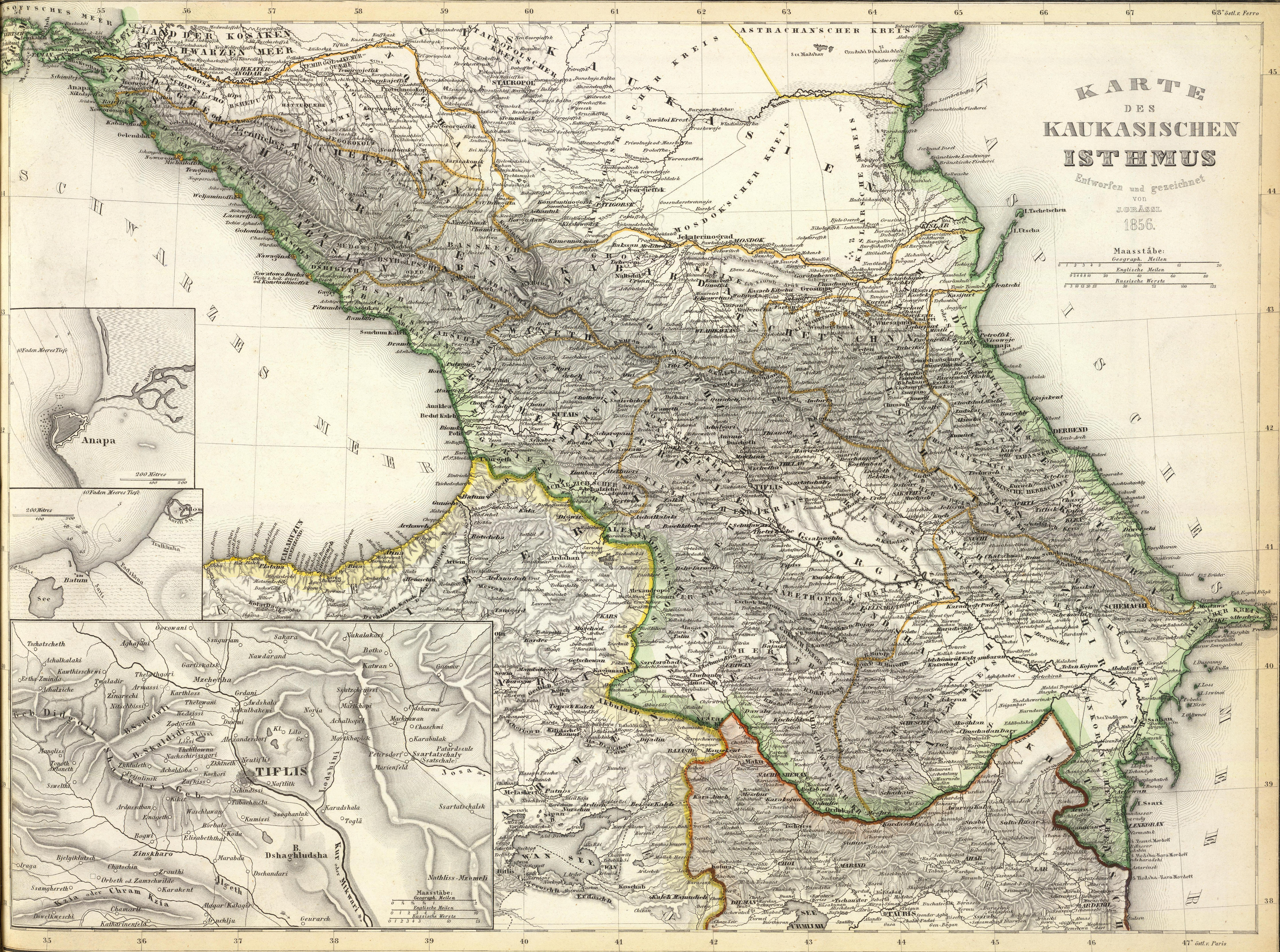
1856年のコーカサス

グルジア貴族の中にはロシアの帝都サンクトペテルブルクに留学する者が増え、ロシア経由でロマン主義文学の影響を強く受ける者も現れた。また、開明的なミハイル・セミョノヴィチ・ヴォロンツォフ総督時代の1845年から1854年にかけては、グルジアの商業と貿易が急速に発展し、トビリシには劇場なども整備され、都市文化が開花した。1861年にロシア皇帝アレクサンドル2世の発した農奴解放令はグルジアにも及び、1864年以降、農奴制の下にいた農民たちは自由の身となり、従来の家父長制的な慣行は近代教育の普及とヨーロッパからもたらされた諸思想によって急速に消え去っていった。19世紀後半には、国民的作家として知られるイリア・チャヴチャヴァゼ、アカキ・ツェレテリ、ヴァジャ・プシャヴェラという、現代でも親しまれる三大文豪が活躍した。
1860年代、トビリシには織物工場が設けられ、1872年、トビリシとポティの間の鉄道が開通した。さらに、バトゥミ、トビリシとアゼルバイジャンのバクーを結ぶ鉄道も敷設された。「ジョージアの鉄道」「グルジア鉄道」も参照。黒海とカスピ海の沿岸が結ばれたことなどにより、鉱山や工場、農場などの諸産業が発展した。しかし、資本の多くはロシア人、アルメニア人、西欧諸国の人々の掌握するところとなり、グルジア人には恩恵が少なく、多数の農民と都市化・工業化によって新たに形成された労働者階級の多くはこれに不満を抱いた。1883年、トビリシにザカフカス鉄道本部が置かれ、グルジアはザカフカス地方全体の鉄道輸送の要地となった。19世紀末葉にはアゼルバイジャンでバクー油田の開発が進み、黒海に面したグルジアにはパイプラインが造られた。
農奴は解放されたものの私有地の約3分の2が地主の所有であり、教会領も多かったため、農民の多くは貧窮していた。また、皇帝アレクサンドル2世の暗殺後は反ツァーリ運動に対する締めつけが強くなり、1881年に即位したアレクサンドル3世は計画的なロシア化政策を打ち出して少数民族の同化政策を強制的に推し進めた。これに抗して、様々な農民運動や民族主義運動が興起した。
民族再興運動は、当初は文学と社会運動を基本とするグループが力を持っていたが、やがて社会民主主義を奉ずるグループが優勢となり、ノエ・ジョルダニアやニコライ・チヘイゼらのメンシェヴィキがその受け皿になっていった。彼らの活動は、やがて1902年春のグリアでの農民運動「種まきストライキ」へとつながった。また、1902年のバトゥミでのストライキは社会民主党の指導によるものであった。1903年、トビリシでロシア社会民主労働党カフカス連盟が組織され、カフカス諸都市の労働運動は組織化を一層強めた。1903年7月にバクーとオデッサで始まったゼネラル・ストライキはトビリシやバトゥミにも波及した。
1904年8月から9月にかけての日露戦争の遼陽会戦でロシア陸軍が日本陸軍に敗北したことは、ロシア帝国内の労働運動・農民運動にも大きな影響を与えた。1904年末、グルジアではバクーやバトゥミの労働運動と結びついて農民委員会が結成され、広範な騒擾事件とゲリラ戦が展開された。特にグリア地方の農民蜂起は、ツァーリ政府から地域権力を奪い、地主の所有する農地を占拠し、さらに武装集団を組織するに至ったというもので、その様態は「グリア共和国」と呼ばれるほどであった。「マルクス主義者が指導した世界初の農民反乱」と評されるこの動きは全グルジアに広がり、これにはかつてのグルジア貴族も参加した。この年の一連の反政府行動はロシア第一革命（1905年革命）と呼ばれており、1905年前半期を通じて暴動や反乱が帝国全土に広がった。トビリシやポティ、クタイシではストライキが起こり、トビリシとカルスでは軍部の反乱さえ起こっている。1905年はまた「自由主義者の春」という状況が生まれ、9月にはロシア帝国内の革命派によってフランスのパリで反政府党・革命党会議をひらかれた。そこにはグルジア革命的社会主義者連邦派党も参加している。1906年以降、革命運動は退潮していくが、グルジアにあってはメンシェヴィキが一層広範な支持を獲得していった。

### ロシア帝国からの独立とソ連への加盟、ソ連時代

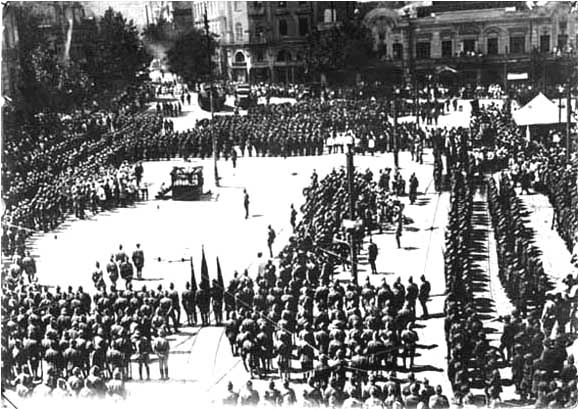
首都トビリシでパレードする赤軍（1921年）

ロシア革命後の1918年5月26日にグルジア民主共和国はロシアからの独立を宣言するが、1921年に赤軍のグルジア侵攻によって首都を制圧され、崩壊した。1922年、グルジア問題では、フィリップ・マハラゼとブドゥ・ムディヴァニらグルジアの穏健派共産主義政権が失脚し、ザカフカース社会主義連邦ソビエト共和国の構成国となり、ソビエト連邦に加盟した。1936年には直接のソ連邦構成共和国（グルジア・ソビエト社会主義共和国）に昇格した。
第二次世界大戦に一環である独ソ戦では、ナチス・ドイツ軍がグルジアに近い黒海北岸や北コーカサスまで一時侵攻した。
戦後、ソ連はアメリカ合衆国など西側諸国との冷戦に入り、ソビエト連邦の崩壊直前まで民族問題が取り上げられることはなかった。またヨシフ・スターリンの故郷という側面もあり、かつては共産党員の割合が最も高かった。

### ソ連崩壊後
1989年、東西冷戦が緩和する一方でソ連のペレストロイカ路線が行き詰まりを見せると、ソ連地上軍が反ソ運動を弾圧したトビリシ事件を大きな転機として、ソ連後期からは抑えられていた民族的な問題が表面化した。1990年11月、グルジア・ソビエト社会主義共和国はグルジア共和国に改名され、1991年4月9日に独立宣言を行い、5月にはズヴィアド・ガムサフルディアが大統領に選出。これは同年12月25日付でのソ連邦解体により実効性を持ったものの、独立後も多くの閣僚はソ連旧共産党員であったことや強権的な統治が行われたために、政局不安は改善されず治安も悪化し内戦状態に至った。その後、アブハジア（アブハジア紛争、アブハジア戦争）や南オセチア（南オセチア紛争 (2008年)）やアジャリア自治共和国 (en:2004 Adjara crisis) で分離独立運動が起き、現在は南オセチアとアブハジアが事実上の独立状態となっている（アジャリア自治共和国は2004年にジョージア中央政府の支配下に置かれて自治権剥奪）。

#### シェワルナゼ政権
1991年11月22日、グルジア国家警備隊がクーデターを起こし、政府軍と交戦。1992年1月6日、ズヴィアド・ガムサフルディア大統領は首都トビリシを脱出し、代わって軍事評議会がグルジアを統治した。その後、軍事評議会の招きによりエドゥアルド・シェワルナゼ元ソ連外相が帰国し、同年3月10日に国家評議会が創設されると、シェワルナゼが議長に選出された。同年10月11日、最高会議議長の直接選挙が実施され、シェワルナゼが96%の得票により当選。10月17日、国家評議会は自主解散し、統治機能は最高会議に引き継がれることとなった。1992年7月31日、国際連合に加盟した。その後は2003年まで、シェワルナゼが最高権力者であった。

#### バラ革命
2003年11月2日の議会選挙の開票には出口調査などによって不正の疑惑が指摘され、アメリカ合衆国が非難を表明していたが、11月22日になって、選挙に基く新しい議会が召集された。これに対し、反対派の議員はボイコットした。議会前には2万5,000人の反対派市民が集結していたが、開会の辞を読み上げられる最中、これらの市民は議場に乱入した。シェワルナゼ大統領は議会から逃亡し、11月23日には大統領を辞任した。代わって、野党「ブルジャナゼ・民主主義者」の党首であるニノ・ブルジャナゼが暫定大統領に就任した。ブルジャナゼ暫定大統領は、従来の閣僚（ナルチェマシュヴィリ内相、ジョルベナゼ国務相、ゴジャシュヴィリ財務相、メナガリシュヴィリ外相など）を一掃した。

#### サアカシュヴィリ政権
旧野党勢力は、2004年1月4日に行われた大統領選挙では、野党国民運動のミヘイル・サアカシュヴィリ党首を統一候補として擁立した。しかし、労働党のナテラシュヴィリ党首が議会選挙のやり直しに反対し、伝統主義者連盟が離脱を表明するなどの動きもあった。ロシア連邦を後盾にアジャリア自治共和国を事実上中央政府から独立して支配してきたアスラン・アバシゼ最高会議議長が非常事態宣言を発令し、暫定政権に反対するなどの動きを見せた。結局、大統領選挙の結果はサアカシュヴィリの圧勝に終わった。これに反対する野党勢力も一転して選挙結果を受け入れ、アバシゼ議長は反対し続けたが、5月には最終的にロシアへ亡命して一連の混乱も収拾した。
3月28日に議会再選挙が行われた。結果は、国民運動が得票率75%で大多数の議席を獲得し最大与党に躍進した。一方、その他に議席獲得に必要な7%の得票率を超えられたのは新右派と産業党が連合して結成された右派野党だけであった。今回の選挙は独立後のグルジアで最も自由な選挙のうちの一つだったと考えられる。
2007年11月に与党サアカシュヴィリ政権に対する野党デモの鎮圧を期にグルジア全土で非常事態宣言が発令されるなど政情不安は続き、これに対するサアカシュヴィリ政権の強硬政策はグルジアにおける民主主義の後退を位置づけるものとなった。

#### ロシア-グルジア戦争

南オセチア紛争 (2008年)

2008年8月、南オセチア州を巡りグルジアとロシアの間において紛争が勃発した。
この紛争によってサアカシュヴィリの権力は強まると思われたが、逆に多くの戦死者を出して批判され、のちに紛争を「グルジアから仕掛けた」と発言するに及び、彼の求心力は弱まっている。
2009年4月9日、首都トビリシで、サアカシュヴィリ大統領に辞任を要求する大規模な反政府集会が議会前広場で主要野党（民主運動・統一グルジアなど）によって開かれた。その集会には、6万人に上る市民が集結した。要求の背景は、大統領の権力集中への批判とロシアとの軍事衝突を回避できなかった責任の追及などが挙げられている。なお、グルジアが求めていた北大西洋条約機構（NATO）加盟は現在棚上げされている。
2009年5月5日に軍部によるクーデター未遂事件が発生し、グルジア軍の高級将校ら数人が拘束された。グルジアはクーデター勢力がロシアの支援を受けていたと非難している。

#### サアカシュヴィリ政権の終焉とマルグヴェラシヴィリ政権
2012年10月の選挙の結果、ロシアとの関係改善を目指す野党連合「グルジアの夢–民主主義グルジア」が勝利し、同連合代表で実業家のビジナ・イヴァニシヴィリが首相に指名された。そして、2013年10月27日に行われた大統領選挙で、「グルジアの夢」が推薦したギオルギ・マルグヴェラシヴィリ候補が圧勝し、サアカシュヴィリ大統領の後継者のダヴィト・バクラゼ候補は惨敗した。
これにより、強固な反露・親欧米政策を推し進めてきたサアカシュヴィリ体制は終焉を迎えたが、欧州連合（EU）加盟を目指す方向性は変わっておらず、2014年6月27日、EUと連合協定を締結し、2016年7月1日、正式に連合協定を発効した。
2018年にはフランス生まれの元フランス外務省職員で元はサアカシュヴィリの盟友で同政権で外相を務めたサロメ・ズラビシュヴィリが無所属で大統領に選出された。ウクライナ戦争以降、西側諸国と歩調を合わせて対露強硬路線を求める親欧米派のズラビシュヴィリ大統領に対して対露制裁に不参加と中立的立場を貫く与党との対立を引き起こしているが、大統領職は名誉職に過ぎず政治的な実権は無く現政権はサアカシュヴィリ政権の終焉以来続いている中立姿勢を堅持している。
2024年10月26日、議会選挙の投開票があり、公式発表では与党「ジョージアの夢」が過半数議席を獲得。しかし野党や国際監視団は、この投開票の結果について不正や暴力が幅広く行われていたと指摘。サロメ・ズラビシヴィリ大統領も、今回の投票は認められないと述べ、ロシアが選挙に介入したと主張した。一連の批判について、BBCのインタビューを受けたイラクリ・コバヒゼ首相は、自由で公正な選挙だったとして「不規則な事態は、あらゆる場所で、どの国でも起きる」と述べた。
11月28日、「ジョージアの夢」が2028年末までEU加盟交渉を停止し、EUからの資金援助も拒否すると表明。同日夜、首都トビリシでこれに対する抗議デモが行われ、参加者が警察と衝突する事態となった。
ズラビシヴィリ大統領は、今回から直接選挙ではなく議会の議員などによる間接選挙で行われる12月14日の大統領選挙について、不正な選挙で選ばれた議員が新たな大統領を選ぶことはできないとして、同月中旬に任期が切れた後も大統領としてとどまる意向を示した。その後も自身の正当性を訴え続けたが、12月29日、「ジョージアの夢」のミヘイル・カベラシヴィリが大統領に就任した。

### 年譜
- 4世紀 - キリスト教を国教化。
- 6世紀 - 10世紀 サーサーン朝ペルシア帝国、東ローマ帝国、イスラム帝国（アラブ人）の支配下となる。
- 11世紀 - バグラト朝（英語版）成立。
- 13世紀 - 14世紀 タタール、ティムールによる侵攻。
- 16世紀 - 18世紀 西部がオスマン帝国、東部はサファヴィー朝ペルシアの支配下となる。
- 1783年 - ギオルギエフスク条約（英語版）によりグルジア東部はロシア帝国の保護領となる。
- 1801年 - ロシア帝国、グルジア東部を併合。ロシアはその後、併合を繰り返していく。
- 1878年 - 露土戦争の結果、アジャリアがロシア帝国に併合。現在のグルジアにあたる領域がすべてロシア帝国の版図に入る。
- 1918年5月 - 前年のロシア革命を受けグルジア独立宣言（グルジア民主共和国）。
- 1922年 - アルメニア、アゼルバイジャンとともにザカフカース・ソビエト連邦社会主義共和国を形成、ソビエト連邦に加盟。
- 1936年 - スターリン憲法により、独立した連邦構成共和国となる。
- 1989年8月 - 南オセチア紛争始まる。
- 1990年8月 - アブハジア紛争始まる。
- 1991年4月9日 - 独立宣言[4]。ソビエト連邦の崩壊により12月に独立。
- 1992年
  - 1月 - ズヴィアド・ガムサフルディア大統領が失脚。
  - 3月 - エドゥアルド・シェワルナゼが国家評議会議長に就任。
  - 10月 - エドゥアルド・シェワルナゼが最高会議議長に就任。
- 1995年11月 - エドゥアルド・シェワルナゼが大統領に就任。
- 2000年4月 - エドゥアルド・シェワルナゼ大統領再選。
- 2002年8月 - チェチェン共和国武装勢力に加わっていた日本人義勇兵（元自衛隊員）がグルジア領内で拘束されたとの報道。
- 2003年11月23日 - バラ革命、エドゥアルド・シェワルナゼ大統領が辞任、ニノ・ブルジャナゼ暫定政権発足。
- 2004年
  - 1月4日 - 大統領選挙を実施、ミヘイル・サアカシュヴィリが圧勝。
  - 1月25日 - ミヘイル・サアカシュヴィリが大統領に就任。
- 2006年
  - 3月27日 - ロシア政府、グルジア産ワインの輸入禁止を表明、親欧米色を強めるグルジア政府に対する圧力ともいわれる。
  - 5月23日 - ウクライナの首都キーウ（キエフ）においてGUAMの設立が宣言され、グルジアも加盟を表明。
  - 7月13日 - ロシアを通過せずに旧ソ連圏産の石油を輸出することが可能で、グルジア領内も通過するBTCパイプライン開通。
  - 7月25日 - グルジア軍が、独立を主張しているアブハジアに軍事攻撃を仕掛ける。アブハジア側とグルジア側にまたがるコドリ渓谷での26日までの戦闘で、現地を支配していたアブハジア系民兵を追い出した。グルジア側は、この戦闘で攻撃ヘリ数機、兵員輸送トラック34台、戦闘用車両18台を投入した。この戦闘で民間人1人が死亡、数人が負傷、民兵25人が捕虜となった。
  - 9月27日 - グルジア治安当局が、スパイ行為を行ったとしてロシア軍将校ら十数人を拘束。ロシア外務省は28日、抗議のため駐グルジア大使を召還。
  - 10月13日 - 国連安保理、アブハジアに対する「グルジア政府の挑発的行動」を非難する決議1716を採択。
- 2007年
  - 8月7日 - グルジア北部で国籍不明の軍用機がミサイルを投下。グルジア政府は「ロシアの恫喝」と非難するが、「自作自演」ともいわれる。以前にも「グルジア領内への空爆」を自作自演した疑惑が存在する。
  - 9月27日 - 以前からタカ派として国民からの人気が高かったイラクリ・オクルアシヴィリ元国防相が拘束される。大統領から反政府的とされるビジネスマンの殺害を命じられたと「告白」したことが原因とみられている。28日には元国防相の身柄拘束に反対するデモがトビリシで行われる。この件以降、グルジア各地での反政府デモが活発化。
  - 11月1日 - サアカシュヴィリ大統領の辞任や議会選挙の前倒しなどを求めるデモがトビリシなどで行われる。7日に武力鎮圧されるまで、グルジア各地で断続的にデモが発生。
  - 11月7日 - サアカシュヴィリ大統領、非常事態宣言発令。当初は2週間ほど継続される予定だったが、16日に解除。
  - 11月14日 - グルジア政府が、反政府的報道を行ったとして野党系テレビ局「Imedi」の放送免許を停止。同局は11月7日、グルジア政府特殊部隊の強襲を受け、スタジオ・放送機材などを破壊されていた。免許停止自体は12月5日に解除されるが、放送再開には時間がかかるとの見方もある。
  - 11月25日 - サアカシュヴィリ大統領が、野党側が求めていた議会選の前倒しを拒否。代わりに大統領選の前倒しを行うことを表明し、立候補のため大統領職を辞任。大統領選は1月5日と決まるも、同日国会前では数万人が参加するデモが発生。11月7日の衝突以降、初の大規模デモとなる。
  - 11月27日 - 事実上の国外追放処分を受けドイツに滞在していたオクルアシヴィリ元国防相が、ドイツ検察当局に拘束される。
- 2008年
  - 8月8日 - 事実上の独立状態にあった南オセチアに侵攻。平和維持軍として駐留していたロシア軍に攻撃を加え、ロシアと戦闘状態に入る（南オセチア紛争 (2008年)も参照）。
  - 8月10日 - 南オセチアから軍が退却。
  - 8月12日 - 独立国家共同体（CIS）より脱退を発表。
  - 8月29日 - ロシアと断交。

## 政治

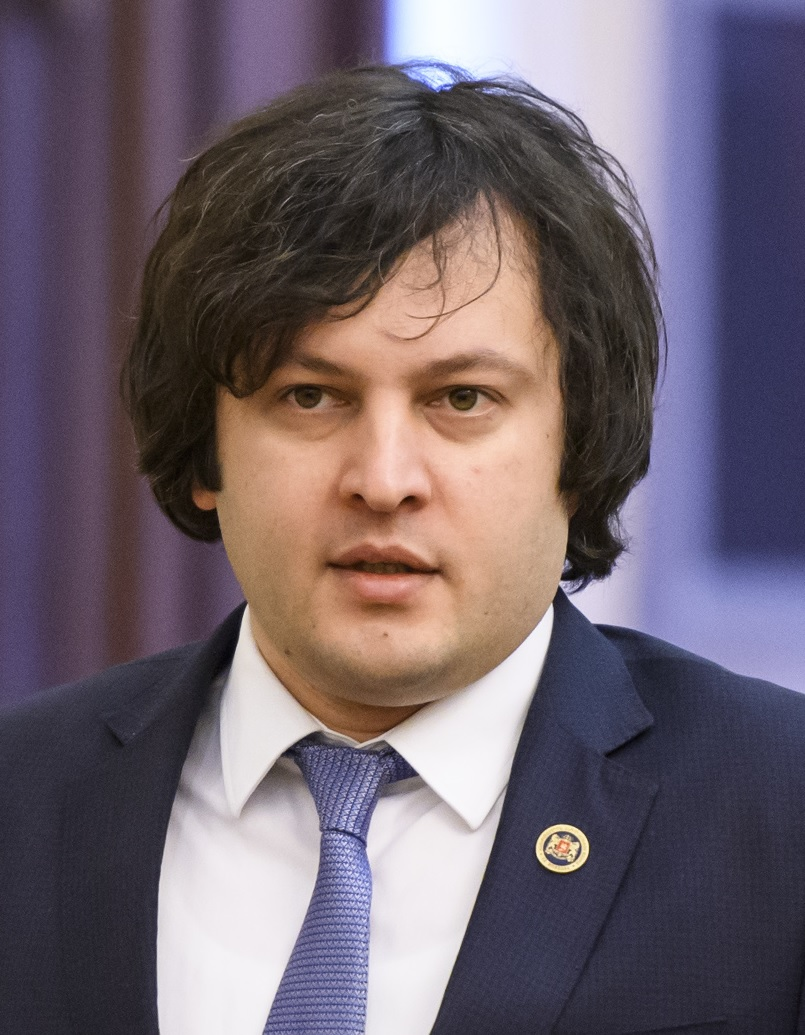
コバヒゼ首相

ジョージアは共和制国家であるが、1995年12月8日から2004年2月17日までの間、首相の規定はなく大統領が政府を組織していた。ただし、首相職に相当するものとして国務大臣が設置されていた。

### 行政
国家元首は大統領で、任期は5年となっている。2010年に大統領の権限を縮小する憲法改正が行われ、2013年11月より首相が実権を握る議院内閣制に移行した。

### 立法
ジョージア議会は一院制で、任期4年（定数235名）。その内、150議席が比例代表制で、85議席が小選挙区制である。2012年からは議会が行政官庁が集中する首都トビリシではなく西部の古都クタイシに置かれていたが、2019年に再度トビリシに戻された。
州知事と大都市の市長は、大統領による任命制である。

### 政党
複数政党制であり、独立後から多くの政党の存在が認められている。

### 司法
同国には最高裁判所と憲法裁判所があり、憲法裁判所は議会によって選出された裁判官で構成される。

## 国際関係

### ロシアとの対立
独立およびソ連解体以降、ジョージアは一貫して隣国ロシアと距離を置き、西側諸国との関係強化を打ち出してきた。この路線は2004年に成立したサアカシュヴィリ政権下で一層強まり、欧州連合（EU）への加盟推進、ロシア語からジョージア語への言語変更の推進と英語教育の義務化、ソ連時代のみならずロシア帝国時代にまで遡っての「抗露運動の歴史」を教える記念館の建設、同じ路線をとるウクライナ、ポーランド、バルト三国との連携など、強硬な反露と親米・親欧・親イスラエル路線、そして民族主義を高揚させる路線を歩んできている。また対露強硬派で知られるアメリカのネオコンとの協力も深めているとされる。実際、ネオコンに近いとされるアメリカ人ランディ・シェーネマン（Randy Scheunemann）は、サアカシュヴィリの外交顧問を務めていた。また、サアカシュヴィリ政権はロシア軍に対抗するべく、それまでのロシア製兵器から欧米製兵器への更新による近代化、アメリカ軍やイスラエル国防軍との共同軍事訓練を行うなど大幅な軍拡を進めていたが、軍事評論家の江畑謙介は、予算に無理のある計画だと評している。
一方、ロシアにとってジョージアはカスピ海産原油パイプラインの存在など、中央アジアの原油を確保するうえで密接な関わりがあり、南の玄関口である黒海へ連なる要衝に位置する重要な国家と位置づけている。またチェチェンとの対立を抱えるロシアにとって、チェチェンの周辺国の一角を成すジョージアと手を結ぶことは、ロシア南部における安全保障の観点からも非常に有効と見ていた。
民族問題
こうした流れに加えて、ジョージア国内の民族問題も両国の対立に拍車をかけている。コーカサス地方は古くから多数の民族が入り乱れる不安定な地域であり、近代に成立したにすぎないジョージア人という民族意識はいまだ不安定で、ジョージア国民の間でも地方対立が絶えない状況下にある。最大勢力であるジョージア人（カルトヴェリ人）の中でもミングレリア人（ミングレリア）、スヴァン人（スヴァネティ）、ラズ人やアジャリア人（アジャリア）は民族意識が強くあり、ジョージア人とは区別する場合もある。
また、カルトヴェリ人とはまったく異なる北西コーカサス語族系のアブハズ人（アブハジア）、イラン系民族のオセット人（南オセチア）、アルメニア人（ジャワヘティア）、アゼルバイジャン人、チェチェン人など多数の非ジョージア民族を国内に抱えている。ジョージア政府の反露政策はカルトヴェリ人民族主義と密接に結びついており、これらの地方民族への弾圧が強まっている。これらの国の中には、言語の保護など多民族共生の向きが強いロシアの庇護を受けることで自民族の文化を守ろうとする動きがあり、ロシアもジョージアへの牽制から積極的に支援する立場にある。とりわけ南オセチアでは、北オセチアを統治するロシアへの併合を求める運動が活発化している（ただし、ロシア政府は国家承認はしつつも、併合は望まないとしている）。対するジョージアは自民族中心主義（エスノセントリズム）・反ロシア路線の双方から一連の動きに激しく反発した。
2006年9月27日・28日には、ジョージア国内に駐在していたロシア軍将校6名が、ジョージア軍によりスパイ容疑で拘束された。ロシア政府が抗議としてジョージアに対するビザ発給停止や国境線の封鎖などの報復をとる事態が発生している。さらに2008年には、ジョージア軍が南オセチアに展開するロシア軍主体の停戦監視部隊に攻撃を仕掛け、兵器を強奪する行為を起こした。ジョージア政府は「ロシア軍の停戦部隊は独立派を支援しており公平ではなく、EU部隊との交代を行うべき」と発言しているが、ロシア軍駐留に関しては当のEU側も賛同する意向を示している。
南オセチア紛争
2008年8月7日、ジョージア政府は南オセチア自治政府に対して、自治権を剥奪するとともに軍部隊を南オセチアとアブハジアに侵攻させ、同時にオセット人を虐殺した。しかし、南オセチアとアブハジア側に立って参戦したロシア軍の前に、ジョージア軍は一方的な敗北を喫し、8月15日に停戦が決定した。
停戦後、ロシアはジョージア国内に駐屯しつつ、議会でアブハジアと南オセチアの独立を承認する決議案を採択、メドヴェージェフ大統領がこれを正式に了承した。ジョージア側はこれに抗議する形で8月28日、議会にてロシアとの外交関係を断絶するよう求める決議を全会一致で採択した。8月29日、バシャゼ外務次官はロシアのアブハジア自治共和国と南オセチア自治州の独立承認に対し、ロシアとの外交関係を断絶すると発表した。
2022年ロシアのウクライナ侵攻
2022年ロシアのウクライナ侵攻では、ジョージア世論でウクライナに同情的でロシアへの反感が強まっているが、一方でジョージア政府は対ロシア経済制裁には参加せず、経済制裁やロシア政府の言論統制などを嫌ってロシアから出国する人々をビザなしで受け入れている。こうしたロシアに融和的な姿勢をとる与党グルジアの夢＝民主グルジアの創設者は、ロシア政府と親しいオリガルヒのビジナ・イヴァニシヴィリで、現在もジョージアの政治に大きな影響力を持っている。
ロシアとの交流が活発になるにつれて、2000年以来取得が必須であったロシアのビザが免除され、2019年以来運航停止していたロシアとの直行便も2023年5月に再開している。これにはロシアとの直行便を停止している欧州諸国や、サロメ・ズラビシュヴィリ大統領を中心とする親EU派が強く反対しており、抗議デモが起きている。また、ジョージア軍団に代表されるように一部のジョージア国民は義勇兵としてウクライナでの戦闘に参加している。

## 軍事
現在、同国軍は陸軍と特殊作戦軍、国家警備隊で構成されている。
以前は海軍および空軍も存在していたが、上述の紛争によって壊滅したことから国境警察ならび沿岸警備隊と陸軍へ編入される形で統合しているため、どちらも現存しない。

## 地理

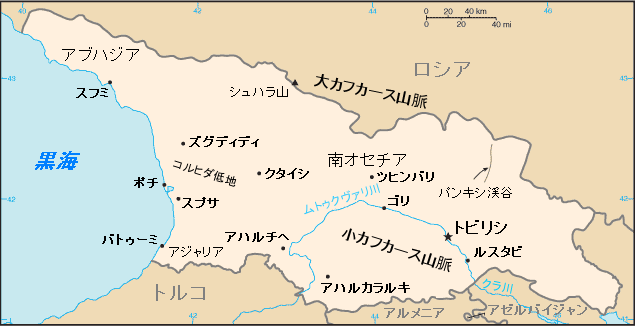
ジョージア全土の地図

東ヨーロッパ、もしくは西アジアに区分される。独立当初から一貫して欧州連合（EU）への加盟を志向しているのをはじめ、ヨーロッパオリンピック委員会（EOC）に加盟するなど、政治やスポーツ関連の国際組織では東ヨーロッパに区分されることが多い。こうした事情はトルコやキプロス、イスラエルなどに近いものと言える。
アジアに区分される事例としては、tz databaseで"Asia/Tbilisi"としてタイムゾーン（UTC+4）が設定されているジョージア時間が挙げられる。また、アジア開発銀行には「地域内メンバー」として加盟している。

### 地理概況・地勢
東経40 - 47度、北緯41 - 44度に位置するジョージアは、コーカサス山脈を中心に国土の大部分が山岳地帯である。最高峰はシュハラ山（標高5,201メートル）。200キロメートル離れたカズベギ山（標高5,074メートル）が第2の高山で、唯一の火山である。この間に2,100もの氷河がある。コーカサス山脈に沿ってロシア連邦と723キロメートルの国境を接し、クラスノダール地方、カラチャイ・チェルケス共和国、カバルダ・バルカル共和国、北オセチア共和国、イングーシ共和国、チェチェン共和国などロシアの民族共和国と接する。そのためジョージアは古くから紛争の影響を受けやすく、アブハジア自治共和国、南オセチア自治州、パンキシ渓谷など中央政府の支配権の及ばない地域がある（下表参照）。特にチェチェン共和国と接するパンキシ渓谷は、チェチェン人ゲリラの巣窟となり中央政府の統治が行き届かない時期も存在した。
ジョージアは中部のリヒ山脈によって東西に分けられ、東部は歴史的にイベリアと呼ばれた一方、西部はコルキスと呼ばれていた。また山脈は、北部地域のスヴァネティを分けている。またこれらの山脈を源としてリオニ川やクラ川（ムトゥクヴァリ）などの主要な河川がある。クラ川の源流域やチョロフ川の流れる一帯が歴史的な西南ジョージア（メスヘティ）であり、統一王朝発祥の地として知られる。クラ河岸に古都ムツヘタ、現首都トビリシなど、東ジョージアの諸都市が発展した。
アブハジアにあるボロニア洞窟は世界で最も深く、深度2,140メートルに達する。

### 気候

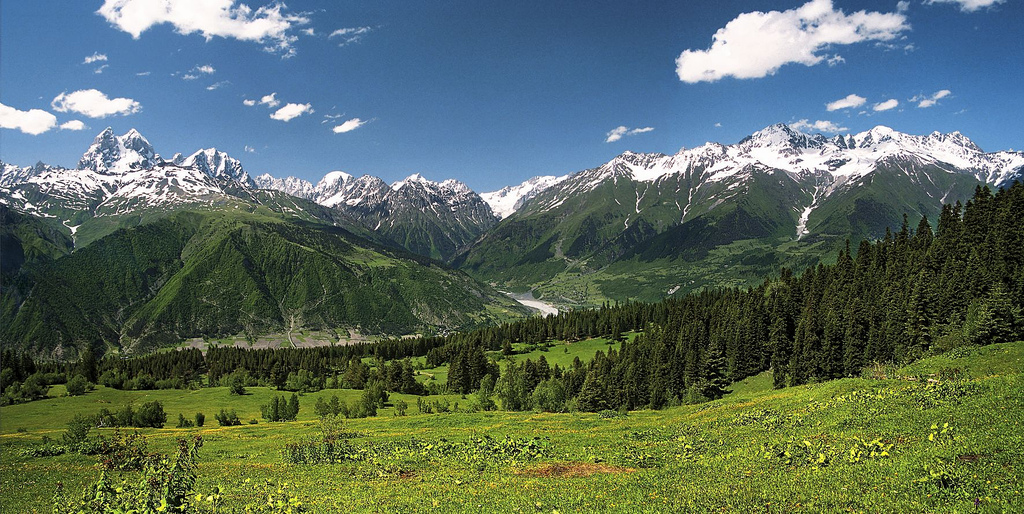
スヴァネティはジョージア北西部に位置する歴史的な地域名である

山岳地帯が多いため、国土面積のわりに気候は多様である。標高5,000メートルを超えるコーカサス山脈がロシアからの寒気団を遮断する役割を担っているため、国土の大半は比較的温暖で、ケッペンの気候区分の温暖湿潤気候に属する（かつてのソ連邦構成国の中では唯一、柑橘類を収穫できた）。黒海沿岸部は最も温暖で、その気候を生かしたグルジアワインの生産地として有名である。山岳地帯は多雨地帯で、降水量は4,000ミリ以上、冬場の積雪は2メートルに達する。首都トビリシなどが位置する東部はより大陸性気候に近くなり、年間降水量は400 - 1,600ミリメートル程度と、西部に比べると比較的乾燥していて、冬の寒さはより厳しくなる。

### 各州・各共和国の概況
アブハジアと南オセチアについては、内戦の結果、事実上ジョージアより独立しており、2018年5月時点で5か国（ロシア連邦、ニカラグア、ベネズエラ、ナウル、シリア）によってそれぞれ、主権国家「アブハジア共和国」「南オセチア共和国」として承認されている。
| 政府名               | 首都         | 面積     | 人口      | 民族 | 宗教 | 2016年現況                                   |
| -------------------- | ------------ | -------- | --------- | --- | --- | -------------------------------------------- |
| ジョージア           | トビリシ     | 7.0万km2 | 430.5万人 | - ジョージア人(グルジア人) 83.8% - アゼルバイジャン人 6.5% - アルメニア人 5.7% - ロシア人 1.5% - オセット人 - クルド人 | - キリスト教 - グルジア/ジョージア正教 83.9% - アルメニア使徒教会 3.9% - カトリック教会 0.8% - イスラーム 9.9% | —                                            |
| アジャリア自治共和国 | バトゥミ     | 2,900km2 | 39.3万人  | - ジョージア人(グルジア人) 93.4% （大部分がイスラームを 信仰するアジャール人） - ロシア人 2.4% - アルメニア人2.3%      | イスラーム | ジョージアの直轄統治                         |
| アブハジア自治共和国 | スフミ       | 8,665km2 | 24.0万人  | - アブハズ人 50.7% - アルメニア人 19.2% - ジョージア人(グルジア人) 17.4% - ロシア人 9.1%                               | キリスト教、スンナ派イスラーム                                                                                 | 事実上ジョージアより独立 （5カ国が国家承認） |
| 南オセチア自治州     | ツヒンヴァリ | 3,900km2 | 5.1万人   | - オセット人 64.3% - ジョージア人(グルジア人) 25.0% - ロシア人 2.8% - アルメニア人 1.2%                                | オセット人はキリスト教（正教）主体                                                                             | 事実上ジョージアより独立 （5カ国が国家承認） |

### 環境
同国は環境汚染などの深刻な汚染問題を抱えている一面がある。ジョージア国は他の旧ソ連構成国と同様、環境への影響をほとんど考慮せずに実施された重工業化を進める経済政策が元で、ソビエト時代よりも深刻な環境悪化に見舞われている。
1990年代後半から2000年代初頭にかけて、生産量と経済発展が低かったことから産業廃棄物は大幅に減少していたが現在、産業廃棄物処理施設が整えられていないために、発生した廃棄物は適切な処理をせず自然環境下へそのままで廃棄されている。また、1980年代にソ連構成国として機能していた当時のジョージア国では年間最大30,000トンの農薬が使用されてきたため、過剰なまでの農薬と肥料の使用は土壌汚染を強めてしまう結果となった。
さらに土地の侵食により、かなりの量の農地が失われた他、管理が不十分な埋め立て地へ都市ごみが処分されたり　同国の山地に2.5トン以上の有害化学物質が今も埋められたままとなっているなど、環境保全における姿勢が整っていない点から、国内各地からは「早く対策を立てて実施しなければ土壌の悪化がますます酷くなる」旨の意見ならび危険性を指摘する声が多数上がっている。
大気汚染は主要都市に見受けられ、特に巨大な製鉄所が存在しその他の金属加工ならび化学薬品の生産を進めているルスタヴィで問題となっている。交通も、大気汚染の大きな要因と一つとなっている他、クラ川と黒海は産業廃棄物でひどく汚染されている現状が続く。加えて水質汚染と水処理不足がもとで、ジョージア国においては消化器疾患の発生率が高いことが指摘されている。
なお、ジョージア国環境天然資源保護省は、同国における農地の35％が劣化していると発表している。

## 地方行政区分

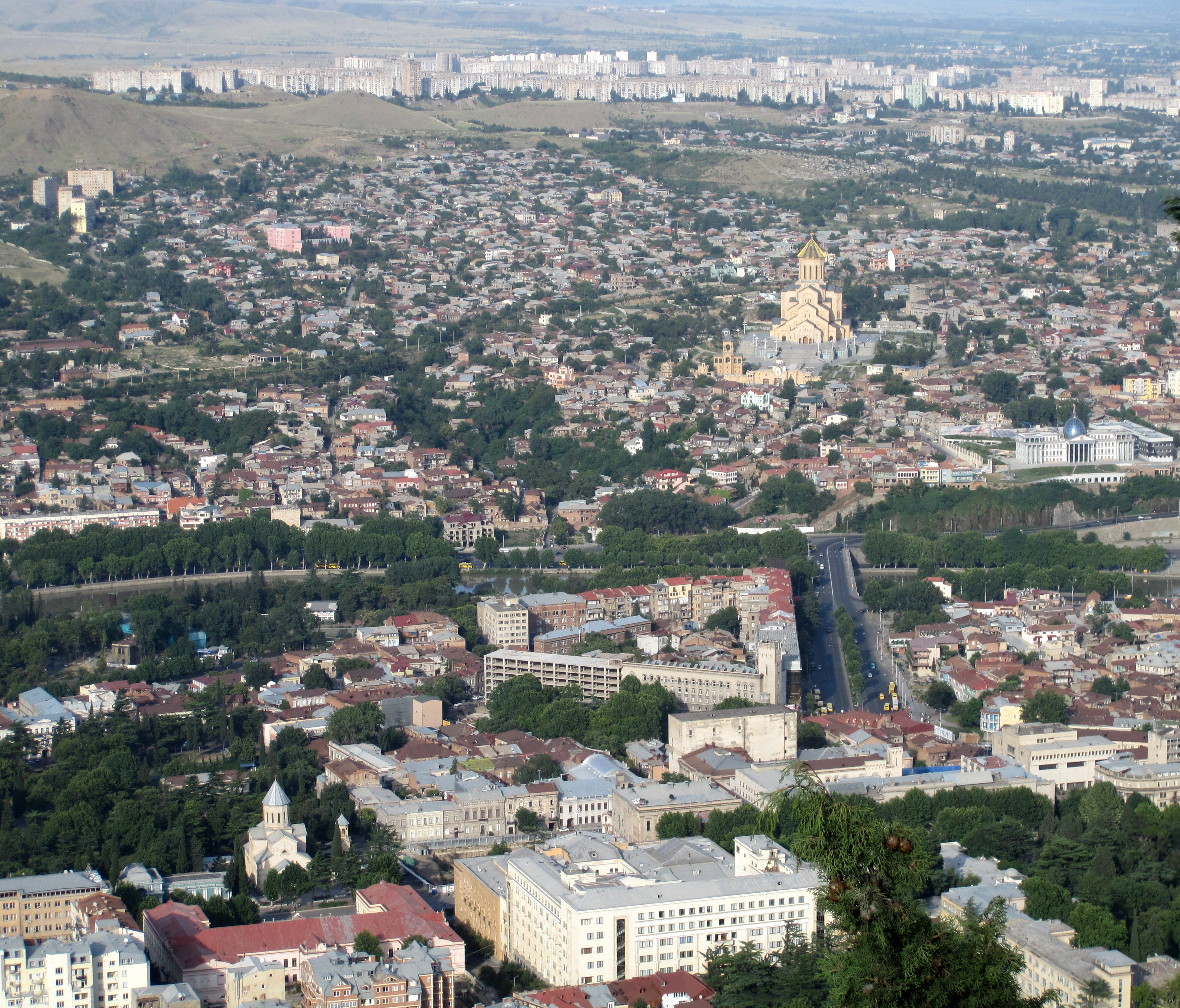
首都トビリシ

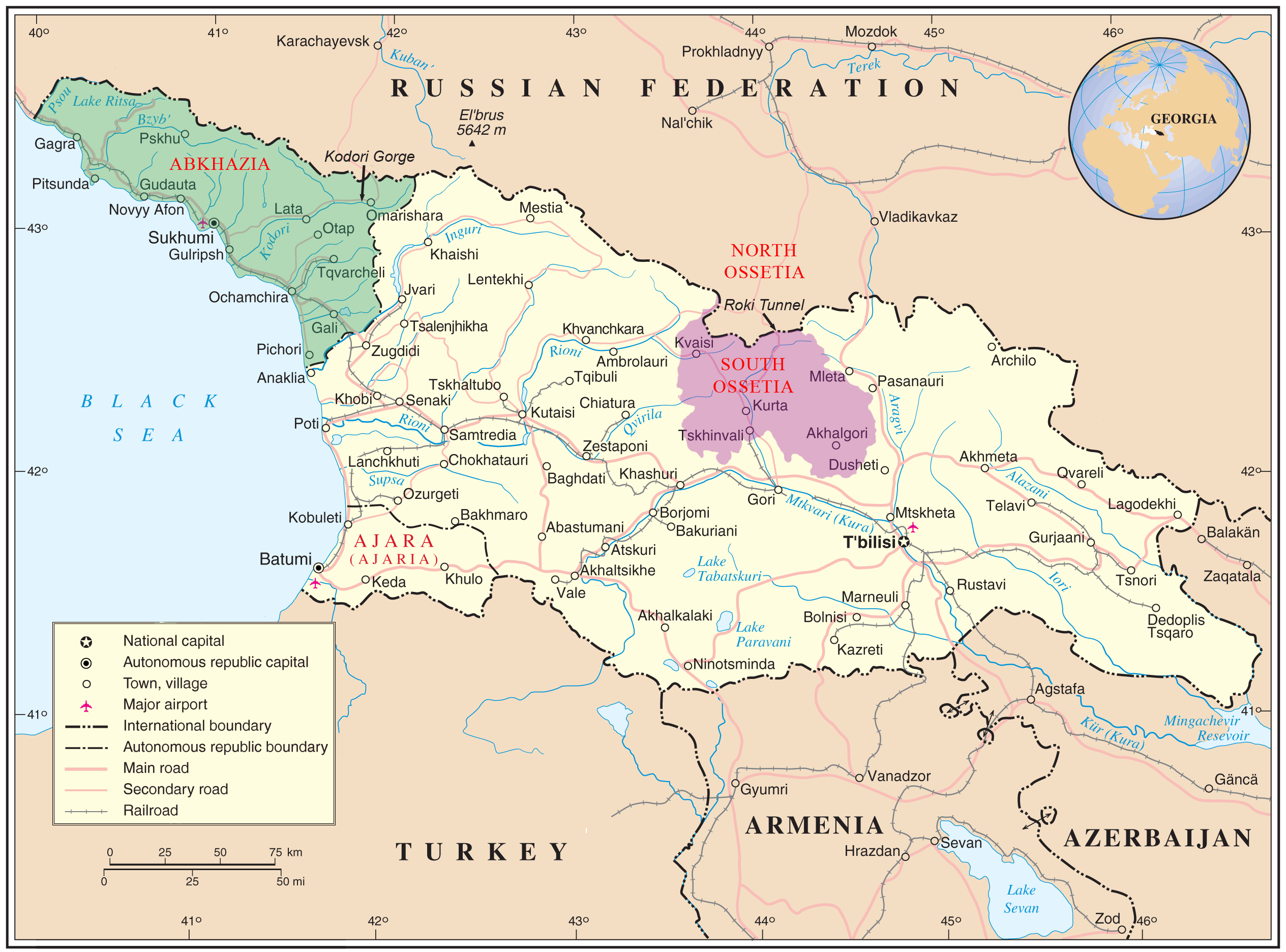
中央政府の支配が及んでいない「アブハジア共和国」（緑色）と「南オセチア共和国」（紫色）

行政区画は、2つの自治共和国（アブハジア、アチャラ）を含む11の地方（レギオニ）からなり、さらに66の地域（ライオニ）に分かれる。国内には、北西部にアブハジア（首都：スフミ）、南西部にアジャリア（首都：バトゥミ）の2つの自治共和国があるが、アブハジアはジョージア政府の統制は及んでおらず、事実上、独立した状態となっている。
また、シダカルトリ地区とその周辺は歴史的に南オセチアといわれるオセット人多住地域である。ソビエト連邦に属したグルジア・ソビエト社会主義共和国時代にはシダカルトリ地区北半とその周辺を領域とする「南オセチア自治州」が置かれていたが、ソ連邦解体による独立後は消滅。1992年のオセチア紛争以降、オセット人が自治権を要求して中央政府非公認で再び「南オセチア自治州」を樹立した。同自治州が独立の意向を明確にした後は「南オセチア共和国」（首都：ツヒンヴァリ）と名乗っており、アブハジアと同様に一部の地域を除きジョージア政府の統制は及んでいない。

### 主要都市
- トビリシ - 首都
- クタイシ
- スフミ - 港湾都市
- バトゥミ - 港湾都市
- ムツヘタ
- ボルジョミ
- テラヴィ
- ポティ - 港湾都市（貿易港、軍港）
- ガグラ - 観光都市

## 経済
国際通貨基金（IMF）の統計によると、2013年のジョージアの国内総生産（GDP）は161億ドルである。一人当たりのGDPは3,597ドルで、世界平均の約40%未満の水準にある。
ジョージア経済は伝統的に、黒海観光、柑橘類、茶やブドウの生産を中心としてきた。ソビエト連邦時代には黒海沿岸は有数の保養地になり、観光業が盛んだった。また、ブドウなどを利用してワインやコニャック製造などの食品加工業。マンガンや銅の採鉱と、これに付随して金属、機械類、化学薬品や織物を生産する工業部門も発達していた。

BTCパイプラインと南コーカサスガスパイプライン

独立前後からの内戦などの混乱により経済は壊滅的な打撃を受け、GDPは1994年には1991年の34.9%にまで低下したが、IMFと世界銀行の支援の元で市場経済の導入が進められ、1995年以来GDPは増加に転じ、一方でインフレを抑制し本質的な経済収益を得た。しかしジョージア経済は、徴税の失敗により大幅な財政赤字を経験し続けた。さらにエネルギー不足に苦しんだため、1998年に配電事業を民営化し、これによりエネルギー事情は確実な改善が見られた。政府は長期的な経済回復に対する望みを、ポティとバトゥミなどの重要な港湾を通る国際的な輸送回廊の開発にかけている。膨らむ貿易赤字、腐敗の問題や不安定な政治状況は、経済情勢を短期的に不透明にさせている。しかしながら、復活した投資は、2000年に、経済成長におそらく6%以内の拍車をかけたと思われる。
自国内で供給できるエネルギーはほとんどが水力発電のみで、天然ガスや石油を含むエネルギーの大部分はアゼルバイジャンから輸入する。
ジョージアはアゼルバイジャンにとって原油と天然ガスの重要な輸出ルートである。バクー・トビリシ・ジェイハンパイプライン（BTCパイプライン）および並走するサウス・コーカサスパイプラインを通って大量の原油がトルコ地中海沿岸に達し欧州へ輸出される。また、ジョージアへの原油供給パイプラインには、ほかにバクー・スプサパイプラインがあり、スプサにはアゼルバイジャンが黒海から輸出する基地がある。
ジョージア政府は外国からの観光客誘致に力を入れている。2017年に同国を訪れた旅行者は約600万人と、10年間で6倍に増えた。キリスト教会堂など歴史的建築物の修復、94か国・地域を対象とした入国ビザ免除などが奏功している。

## 交通

### 航空宇宙産業

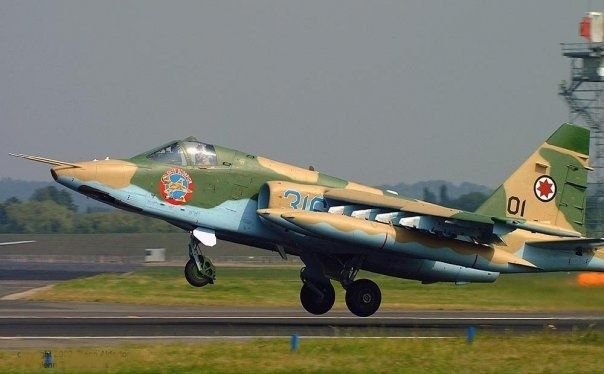
『トビリシ航空機製造会社(Tbilisi Aircraft Manufacturing：TAM) Management』(TAMM) - 遷音速ジェット攻撃機『Su-25KM スコーピオン』.

航空宇宙産業においては、ジョージアの航空宇宙開発および製造会社である『トビリシ航空機製造会社(Tbilisi Aircraft Manufacturing：TAM) Management』(TAMM)において近代化改修型双発ジェット攻撃機『Su-25KM スコーピオン』を開発・製造している。
※『航空産業』の記事作成に関しては『トビリシ航空機製造会社(Tbilisi Aircraft Manufacturing：TAM) Management』(TAMM)公式英語版サイトの公式情報を参照しました。

## 国民
| 民族構成（ジョージア）   | 民族構成（ジョージア）   | 民族構成（ジョージア） | 民族構成（ジョージア） | 民族構成（ジョージア） |
| ------------------------ | ------------------------ | ---------------------- | ---------------------- | ---------------------- |
|                          |                          |                        |                        |                        |
| ジョージア人(グルジア人) | ジョージア人(グルジア人) |                        | 86.8%                  | 86.8%                  |
| アゼルバイジャン人       | アゼルバイジャン人       |                        | 6.3%                   | 6.3%                   |
| アルメニア人             | アルメニア人             |                        | 4.5%                   | 4.5%                   |
| ロシア人                 | ロシア人                 |                        | 0.7%                   | 0.7%                   |
| その他                   | その他                   |                        | 1.7%                   | 1.7%                   |

### 民族

ジョージア国周辺の言語・民族分布図。

カルトヴェリ語族の話者分布図。

同国は多民族国家である。住民の多くはカルトヴェリ人（ジョージア人、正教徒）（86.8%）となっている。その他アルメニア人、ロシア人、アゼルバイジャン人、オセット人、アブハズ人、ギリシャ人、ユダヤ人などがいる。
ギリシャ人には、もともとアナトリア半島の黒海沿岸地域に居住し、20世紀初頭のトルコ革命に伴う混乱時に隣国グルジアへ避難してきたポントス人などが含まれる。また、アジャリア自治共和国のアジャール人など、イスラム教を信仰しているジョージア人も存在する。「グルジーム」と称されるユダヤ人は1970年代には10万人を数えたが、大半がイスラエルに移住し、現在では1 - 2万人程度まで減少している。
政府は移民を受け入れ経済成長を目指している。ジョージア内務省によると、2022年1月から11月までの期間にロシアから移住した人は11万人以上にのぼる。一方、ロシア国内に住むジョージア系移民は100万人を超えている。

### 言語
公用語はカルトヴェリ語族のグルジア語（71%）で、次いでロシア語（9%）、アルメニア語（7%）、アゼルバイジャン語（6%）となっている。その他、アブハズ語、オセット語、グルジン語なども使われている。また、統計上では同じカルトヴェリ語族としてグルジア語話者に含まれることも多いスヴァン語、メグレル語、ラズ語も使われているなど、多言語国家となっている。
反露感情が強い国民とされるが、実際にはソ連時代に普及したロシア語は広範に使われており、独立以降のグルジア語統制への反発などから一部地域では異民族間の共通語として機能している。

### 宗教
宗教比率は、キリスト教グルジア（ジョージア）正教会に所属する正教徒が75%、イスラム教徒（ほとんどがスンナ派）が11%。

### 婚姻
婚姻は、改姓しない夫婦別姓、どちらかの配偶者の姓に統一する（夫婦同姓）、複合姓を用いる、のいずれの選択も可能である。

### 教育
教育制度は3-6-3制で、旧ソ連の10年制から12年制に移行した。6歳から17-18歳までは義務教育となっている。12学年のうち、1-3学年が初等教育、4-9学年が前期中等教育、10学年以降が後期中等教育にあたる。高等教育を受けるためには10-12学年の修学が必要である。1年生から第1外国語として英語の授業が行われ、5年生からは第2外国語の学習が始まる。
なお、同国の教育は憲法に基づき無料であることを義務づけられている。

## 治安
ジョージアは、米国の情報誌『グローバル・ファイナンス』が発表した「最も治安の良い国ランキング」によると、91位となっている。上述の南オセチア・アブハジアおよびその周辺地域における領域問題の事情から、同地域エリアではジョージア政府の統治が及んでおらず、不測の事態が発生する恐れが指摘されている。近年は観光客を狙った犯罪が多発しやすくなっており、物乞いする子供による窃盗や声かけによる強盗事件が発生していることから、ジョージアを訪れる外国人へ注意が呼びかけられている。

### 人権
2005年に欧州民族的少数者保護枠組条約（FCPNM）を批准している。これに対しNGOの公差国際財団は、2008年に「FCPNMのいくつかの条項がジョージア国議会による完全な実施から免除されている」と指摘しており、具体的には「文化・教育・行政上の問題におけるマイノリティの言語での完全な表現に関する規定が侵害された」と主張している。

## メディア
テレビ、雑誌、新聞は国営をはじめとする公企業と私企業の双方によって展開されている。憲法は言論の自由を保障している。ジョージアのメディアは市場経済圏への移行にともなう変化が進行している。主要紙は『レゾナンシ』『ジョージアン・タイムズ』などであり、放送局は国営テレビ・ラジオや民営の「ルスタビ2」などがある。通信社としてはインタープレスがある。
長期にわたる政治問題と対立があるにもかかわらず、ジョージアのメディアには自由が残されており、南コーカサスの中で最も多様性がある。一部では、国営放送への支配からの自由を求める闘争が継続的に行われている。
国民の世帯の大部分はテレビを所有しており、多くは最低1つはラジオを持っている。多くのメディア企業は首都トビリシに本社を置いている。

## 文化

### 食文化

#### ワイン

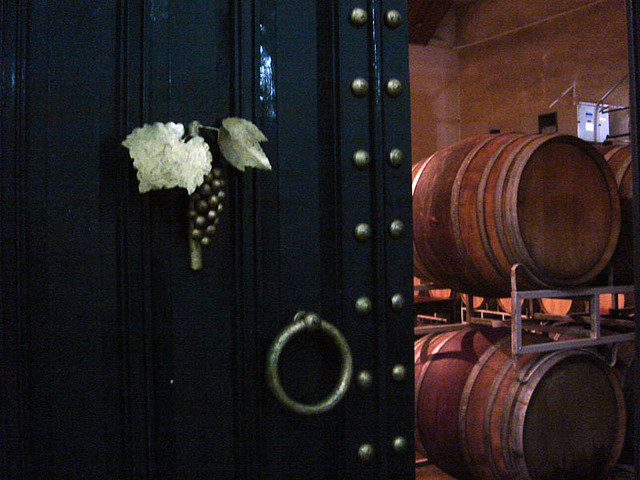
ジョージアのワイン工場

葡萄の産地で、ワイン発祥の地の一つとされる。セミスイートの赤ワイン、フヴァンチカラ（Khvanchkara）が有名である。スパークリングワインは、ツクリアラ（Cqriala）と呼ばれる。フヴァンチカラ（セミスイート赤ワイン）のツクリアラ（スパークリングワイン）もあり、希少性が高い。
キャビアと合わせることで知られるフランスのシャンパーニュの中でも著名な、ルイ・ロデレール社のクリスタルは、ロシア皇帝アレクサンドル2世のために造られたが、ボトルの形状がよく似たゴールデンというツクリアラ（スパークリングワイン）がジョージアに存在する。2006年以来、ロシア連邦はジョージアとモルドバへの経済制裁の一環としてグルジアワインを輸入を禁止していた（en:2006 Russian ban of Moldovan and Georgian wines）が、2013年にイヴァニシヴィリ政権の成立に伴い解除された。

### 世界遺産
ジョージア国内には、ユネスコの世界遺産リストに登録された文化遺産が3件存在する。
- ムツヘタの歴史的建造物群 -（1994年）
- ゲラティ修道院 -（1994年、2017年縮減）
  - 2017年まではバグラティ大聖堂も構成資産であった。
- 上スヴァネティ -（1996年）

### 祝祭日
| 日付     | 日本語表記                   | 現地語表記 | 備考                                                                       |
| -------- | ---------------------------- | ---------- | -------------------------------------------------------------------------- |
| 1月7日   | クリスマス                   |            | グルジア(ジョージア)正教会のクリスマス、ユリウス暦の12月25日。             |
| 3月3日   | 母性の日                     |            |                                                                            |
| 3月8日   | 国際女性デー                 |            |                                                                            |
| 4月9日   | 国民団結の日                 |            | 1989年にトビリシで反ソ暴動が発生した日                                     |
| 5月9日   | 戦勝記念日                   |            | 独ソ戦でのドイツ降伏を記念。                                               |
| 5月12日  | 聖アンドレイの日             |            | 伝承によれば使徒聖アンデレがキリスト教を最初にジョージアに伝えたとされる。 |
| 5月26日  | 独立記念日                   |            | 1918年に独立宣言をした日                                                   |
| 8月28日  | 生神女就寝祭                 |            | ユリウス暦8月15日                                                          |
| 10月14日 | スヴェティツホヴェリ教会の日 |            |                                                                            |
| 11月23日 | 聖ゲオルギオスの日           |            | 「啓蒙者」ゲオルギオスはジョージアの守護聖人。                             |

### スポーツ

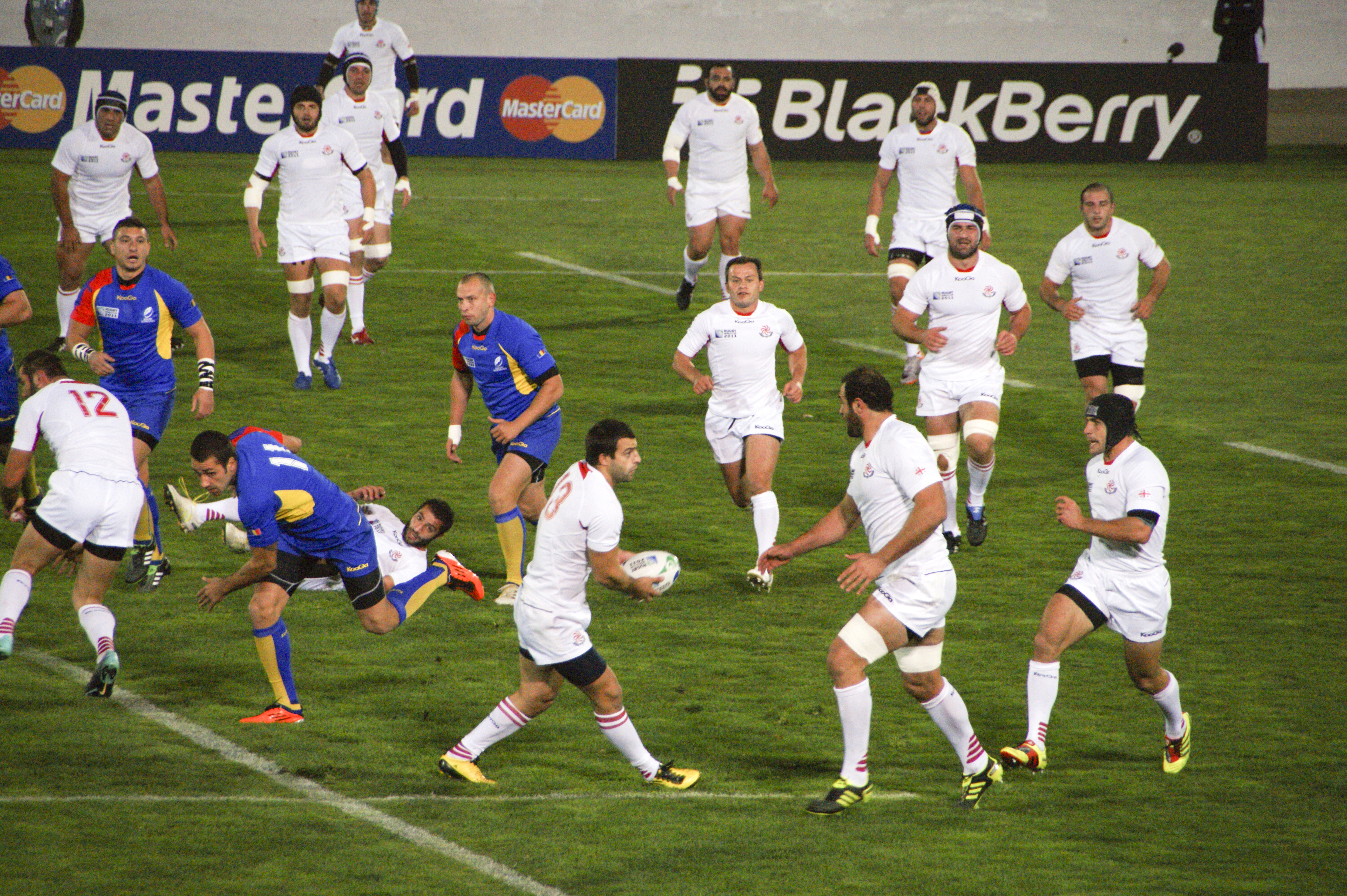
ジョージア対ルーマニア（2011年ラグビーW杯）

ジョージア国内ではサッカー、バスケットボール、ラグビーユニオン、レスリング、柔道、重量挙げが最も人気のあるスポーツ競技である。ジョージアの身体教育は歴史的で有名であり、古代イベリアのトレーニング技法を見たローマ人たちがジョージア人の肉体的素質に強く関心を惹かれたことが知られている。
19世紀時代に有名であったほかのスポーツとしては、馬を用いた球技ポロや、ジョージアの伝統的球技レロがあった。これらの競技者は、次第にラグビーユニオン競技へと移行していった。
サッカー

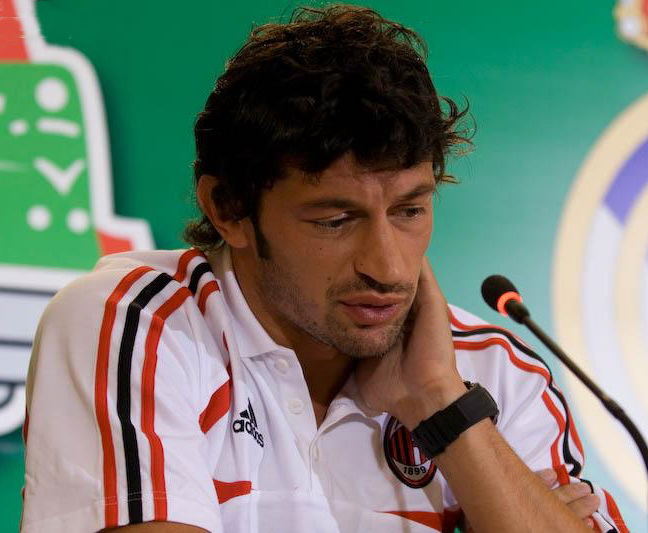
元ジョージア代表のカハ・カラーゼ

サッカー人気は世界標準であり、FIFAワールドカップの時期には老若男女がサッカー談義に花を咲かせ、何もなくても子どもたちは街角でサッカーに興じる光景をよく見かける。ソビエト連邦時代もジョージアを含むコーカサス地域はサッカーの盛んな土地柄として知られており、首都のトビリシに所在するFCディナモ・トビリシは実績、名声ともにジョージアを代表する伝統的なサッカークラブである。
2001年から約10年間、ACミランで活躍したカハ・カラーゼは長らくジョージア人の憧れであった。近年では、パリ・サンジェルマンFCに所属しているフヴィチャ・クヴァラツヘリアやバレンシアCFに所属しているギオルギ・ママルダシュヴィリが有名である。
バスケットボール
バスケットボールもまた、ジョージアにおいて著名なスポーツの一つであった。オタル・コルキア、ミハイル・コルキア、ズラブ・サカンデリゼ、レヴァン・モセシュヴィリといった旧ソビエト連邦代表の著名な選手らがジョージアに所属した。ジョージアのBCディナモ・トビリシは、1962年にヨーロッパ最高峰リーグFIBA欧州チャンピオンズカップで優勝した。
これまでに5人のNBA選手を輩出しており、ウラジミール・ステパニア、ジェイク・サカリディス、ニコロス・ツキティシュビリ、トルニケ・シェンゲリア、そしてゴールデンステート・ウォリアーズ所属のザザ・パチュリア。その他の著名なバスケットボール選手としては、ユーロリーグで2度の優勝を果たしたギオルギ・シェルマディニや、ユーロリーグ所属のマヌチャル・マルコイシュヴィリ、ヴィクトル・サニキゼがいる。また、バスケットボール男子代表は2011年以降、3大会連続で欧州選手権の予選を突破している。
レスリング
レスリングは、ジョージアにおいて歴史的に重要なスポーツの地位にあり続けている。歴史家の中には、グレコローマンレスリングには多くのジョージア的要素が組み込まれていると考える人もいる。ジョージアでは、多くのレスリング・スタイルが普及しており、もっとも普及したスタイルのひとつとしてはカヘティ・スタイルが挙げられる。今日ではあまり行われていないスタイルも、過去には数多く存在していた。たとえばジョージア北東部のヘヴスレティ地方には、異なる3種類のレスリング・スタイルが存在している。
モータースポーツ
コーカサス地方で最初かつ唯一のサーキット競技は、ジョージアにて行われており、ルスタヴィ国際レース場は1978年に竣工した。その後、2,000万ドルの費用をかけて改築し、2012年に再オープンしている。サーキットはFIA分類でグレード2の要件を満たし、現在はレジェンド・カー・レーシングシリーズと、フォーミュラ・アルファ大会を開催している。